# Histoire de l'Ouzbékistan
 (octobre 2022).
 (octobre 2022).

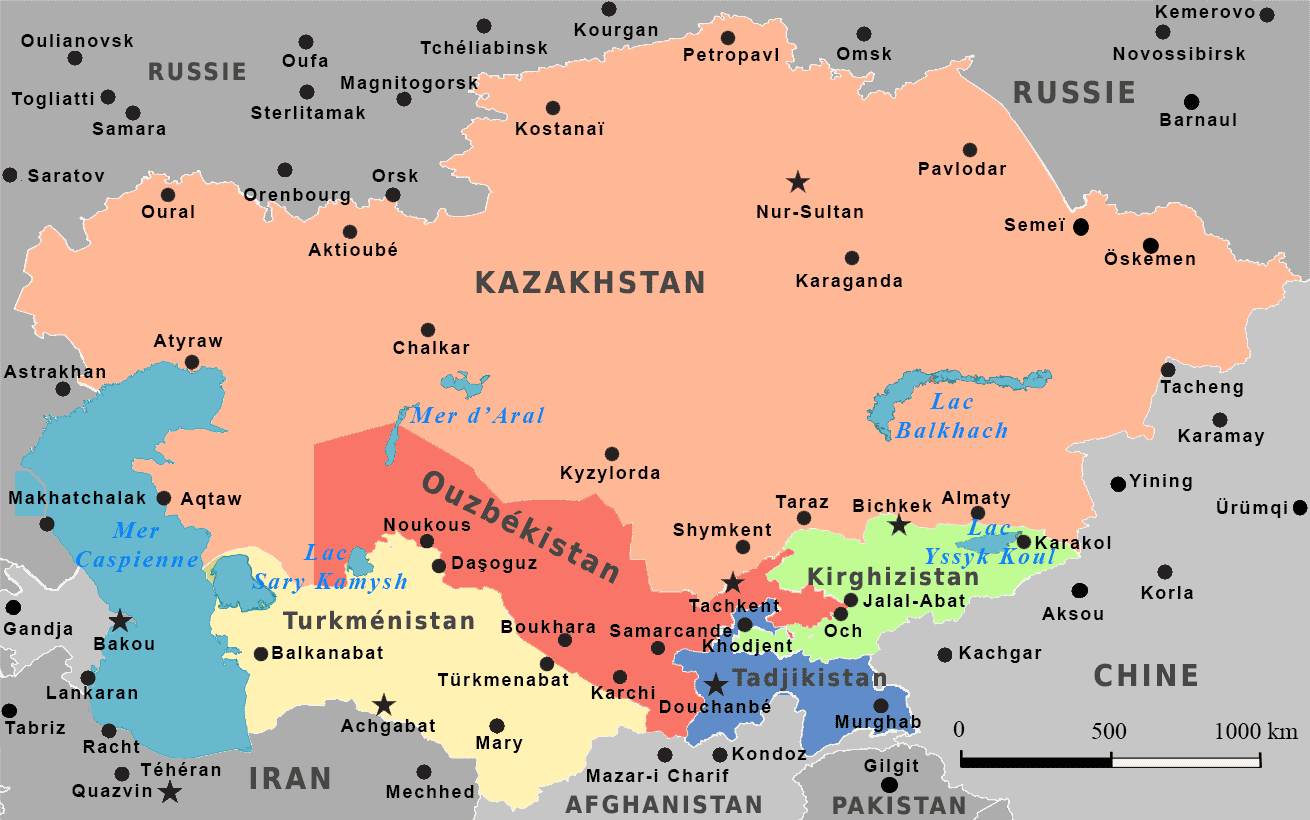
Asie centrale politique (2020)

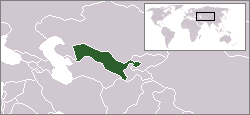
Emplacement de l'Ouzbékistan sur une carte de l'Asie centrale.

L'Ouzbékistan, sous sa forme complète la République d’Ouzbékistan est un État d'Asie centrale formé dans ses frontières actuelles en 1924 en tant que république soviétique et qui a pris son indépendance le 1er septembre 1991 de l'URSS.
Suivant les conquêtes et les défaites des puissances militaires de différentes époques, les montées et les chutes de dynasties et d'empires aussi puissants que variés, son territoire a connu au cours de son histoire bimillénaire plusieurs remodelages de frontières et de grandes migrations de peuples ce qui a souvent modifié sa composition ethnique, linguistique et même religieuse.
L'Ouzbékistan est situé au cœur de l'Asie centrale, entre les steppes, les déserts et les montagnes, au croisement de grandes routes de communication et de commerce. Les Ouzbeks, de langue turque, ne sont que parmi les derniers de ces migrants. Aujourd'hui, ce pays indépendant, le plus peuplé de la région, tente à se faire le chemin autour des proches puissances, en premier lieu la Russie, la Chine et la Turquie, et d'affirmer son identité propre.

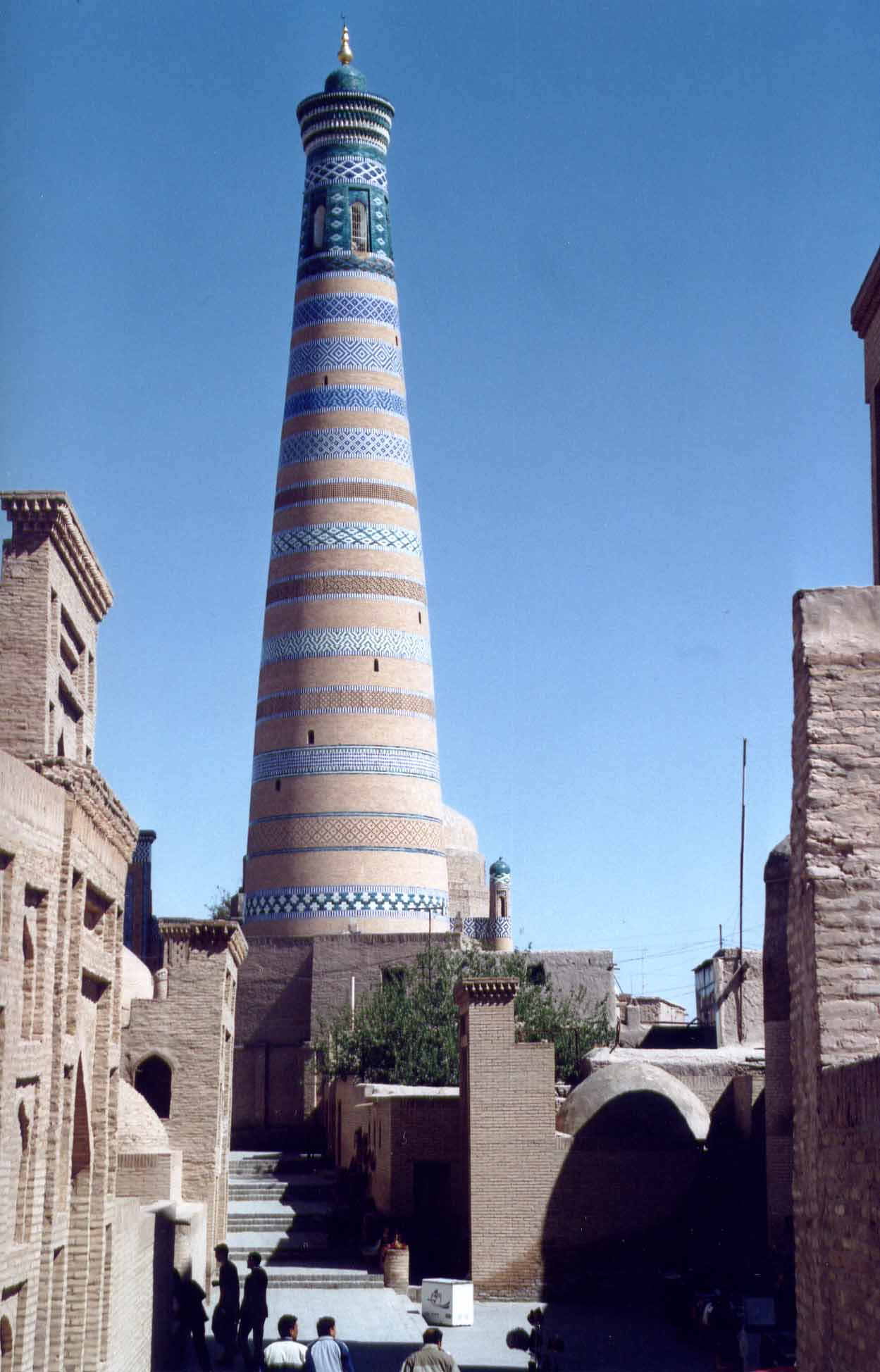
Khiva, minaret Islam Khodja.

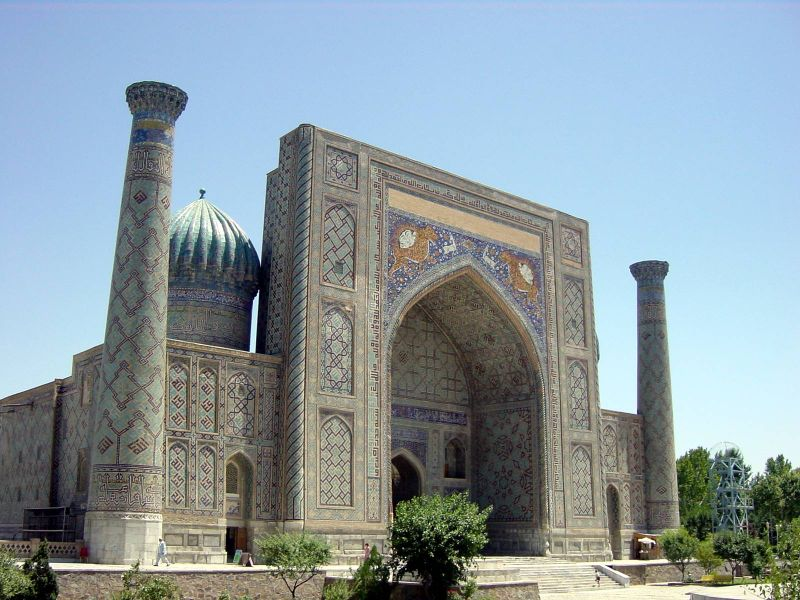
Samarcande, madrassa Cher-Dor.

## Préhistoire
Des études génétiques[Lesquelles ?] récentes[Quand ?] montrent que les hommes sont arrivés sur le territoire de l'actuel Ouzbékistan il y a environ 40 000 à 50 000 ans, cela en fait une des plus anciennes régions peuplées. Les preuves archéologiques de cette présence restent cependant parcellaires contrairement aux régions d'Afrique et d'Australie. Des études ont identifié la région comme la source des populations qui habiteront plus tard l'Europe, la Sibérie et l'Amérique du Nord. Cette région est aussi considérée comme la matrice des langues indo-européennes.
L'enfant de Teshik-Tash, découvert en 1938, pourrait être vieux de 70 000 ans.

## L'âge du bronze
Entre 2200 et 1700 av. J.-C., une civilisation bien avancée de l'âge du bronze existait au sud de l'Ouzbékistan et du Turkménistan. Cette civilisation bactro-margienne (ou civilisation de l'Oxus ou des oasis), était en relation avec la civilisation de la vallée de l'Indus et se caractérisait par un mélange de peuples autochtones non indo-européens, qui ont aujourd'hui totalement disparu, et d'Indo-Aryens venus du Kazakhstan occidental. Les sites archéologiques, comme celui de Djarkoutan ou de Mollali Tépé, révèlent l'existence d'un mode de vie déjà urbain, avec une pratique de l'irrigation et la culture du blé et de l'orge. Aucune trace d'écriture n'a pour le moment été découverte. À partir de 1700 av. J.-C., les Indo-Aryens commencèrent à migrer vers l'Inde. Ils furent remplacés en Ouzbékistan par des tribus de pasteurs nomades iraniens, telles que les Sogdiens, qui se sédentarisèrent.

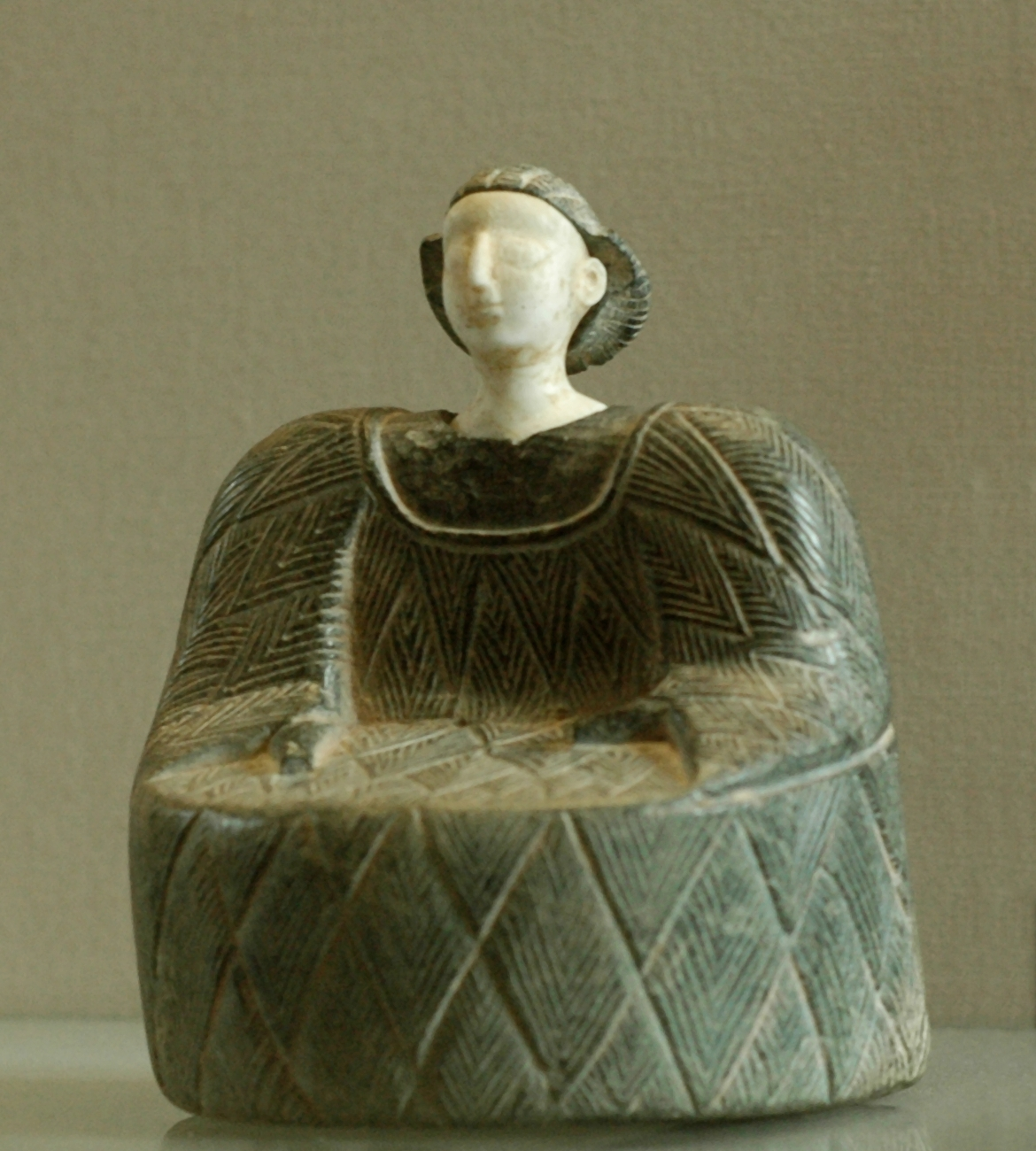
Statuette Princesse de Bactriane, début du, Louvre.

On connaît également une autre culture, dite culture de Tazabagyab (en), apparue vers 1500 av. J.-C. près de Khwarezm au sud de la mer d'Aral, d'où les Iraniens du Turkestan occidental ont pu provenir. Cette culture rassemblait des éléments de la culture des Tombes à Charpente et d'une culture d'Andronovo qui s'étendait de l'Oural à l'ouest, vers lac Baïkal à l'est, et jusqu'au Syr-Daria au sud. La culture d'Andronovo était la première à disposer du char de guerre à deux roues, tiré par deux chevaux. Ses habitants vivaient dans des villages, cultivaient la terre et élevaient des animaux. Ils savaient fabriquer des armes et des outils en bronze.
De l'âge du bronze datent également dans la région les cultures de Begazy-Dandybai (en) et de Suyarganovo (en).

## Les Perses, les Grecs et les nomades

### Bactriane, Sogdiane et Empire achéménide
Les deux principaux peuples iraniens de l'Ouzbékistan étaient les Sogdiens, dans la région de Samarcande et de Boukhara, et les Bactriens, plus au sud, à cheval entre l'Ouzbékistan du sud et l'Afghanistan du nord. Les Indiens donnaient à la Bactriane le nom de Bahlikâ et les Chinois celui de Daxia. Sa capitale était Bactres (actuelle Balkh). La cité de Samarcande (Maracanda en grec) fut fondée par les Sogdiens probablement au Ve siècle av. J.-C. Sogdiens et Bactriens n'ont jamais constitué d'État unifié : leur territoire était partagé en principautés centrées autour de leurs cités.

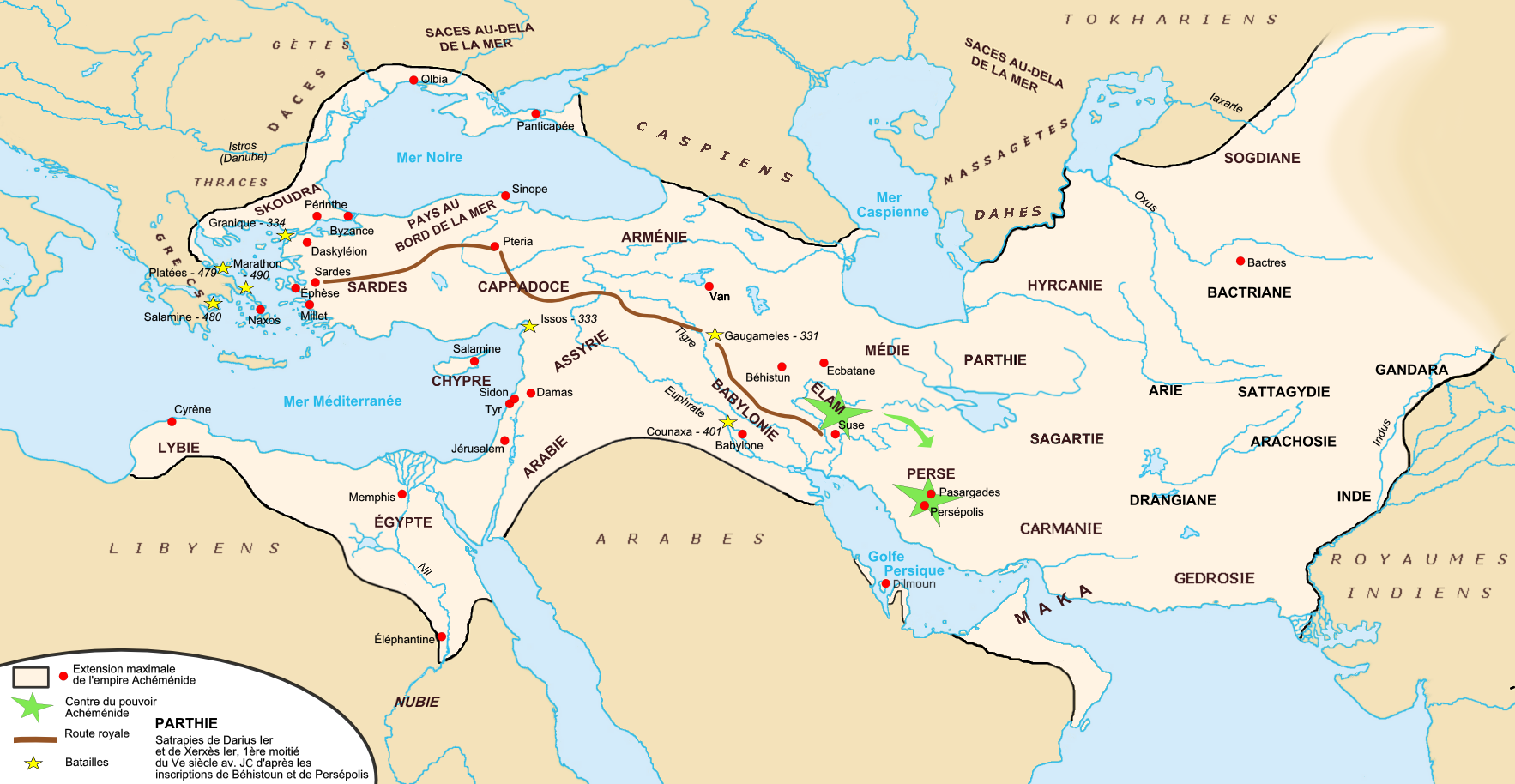
Empire achéménide lors de son extension maximale, vers 500 av. J.-C.

Le zoroastrisme, religion purement iranienne, s'est peut-être développée en Bactriane. L'Avesta, son texte sacré, connaît Sughda- « les Sogdiens, la Sogdiane », mais il est très difficile à dater. Il remonte en tout cas à une haute Antiquité. Les Sogdiens semblent avoir été des Scytho-Sakas sédentarisés.
Plus au nord, autour de la mer d'Aral, habitaient les tribus nomades des Sakas (ou Saces, apparentés aux Scythes) et des Massagètes, toutes iraniennes. Ces derniers étaient de vaillants guerriers qui, sous le règne de la reine Tomyris, assassinèrent le roi perse Cyrus Ier. Comme chez les Sogdiens et les Bactriens, les femmes jouaient chez eux un rôle important.
Les habitants de la Bactriane et de la Sogdiane, ainsi que du Khwarezm (Kworezm) voisin situé au nord-ouest, furent majoritairement des agriculteurs maîtrisant parfaitement les techniques d'irrigation dans les vallées de Syr-Daria, Amou-Daria et Zeravchan. Ils étaient regroupés dans des communautés de taille importante, pratiquant activement l'artisanat sur métaux et le commerce. Le nomadisme se développa surtout dans les régions désertiques et montagnardes.
La cité d'Afrassiab près de Samarcande fut fondée pas plus tard qu'en 500 av. J.-C. Le musée de son site archéologique contient les plus vieux pions d'échecs connus. Les peintures murales à Afrassiab sont célèbres et la ville est considérée comme l'un des foyers de la langue persane moderne. D'après Ferdowsi, auteur du Shah-Namé, recueil de poèmes épiques persans[incompréhensible], le personnage Afrassiab, fondateur légendaire de la ville, serait un roi de tous les Tourans, ancêtre des Hephtalites et probablement aussi des Qarakhanides (Karakhanides) (voir plus bas les conquêtes des Hephtalites et des Qarakhanides en Ouzbékistan).
De 545 à 540 av. J.-C., Cyrus II, fondateur de l’Empire perse, se lança à la conquête de l'Asie centrale, il intégra la Bactriane, la Sogdiane, le Khorezm et la Parthie dans l'Empire achéménide à titre de provinces (les XIe, XVe et XVIe satrapies).

### Alexandre le Grand et les Séleucides

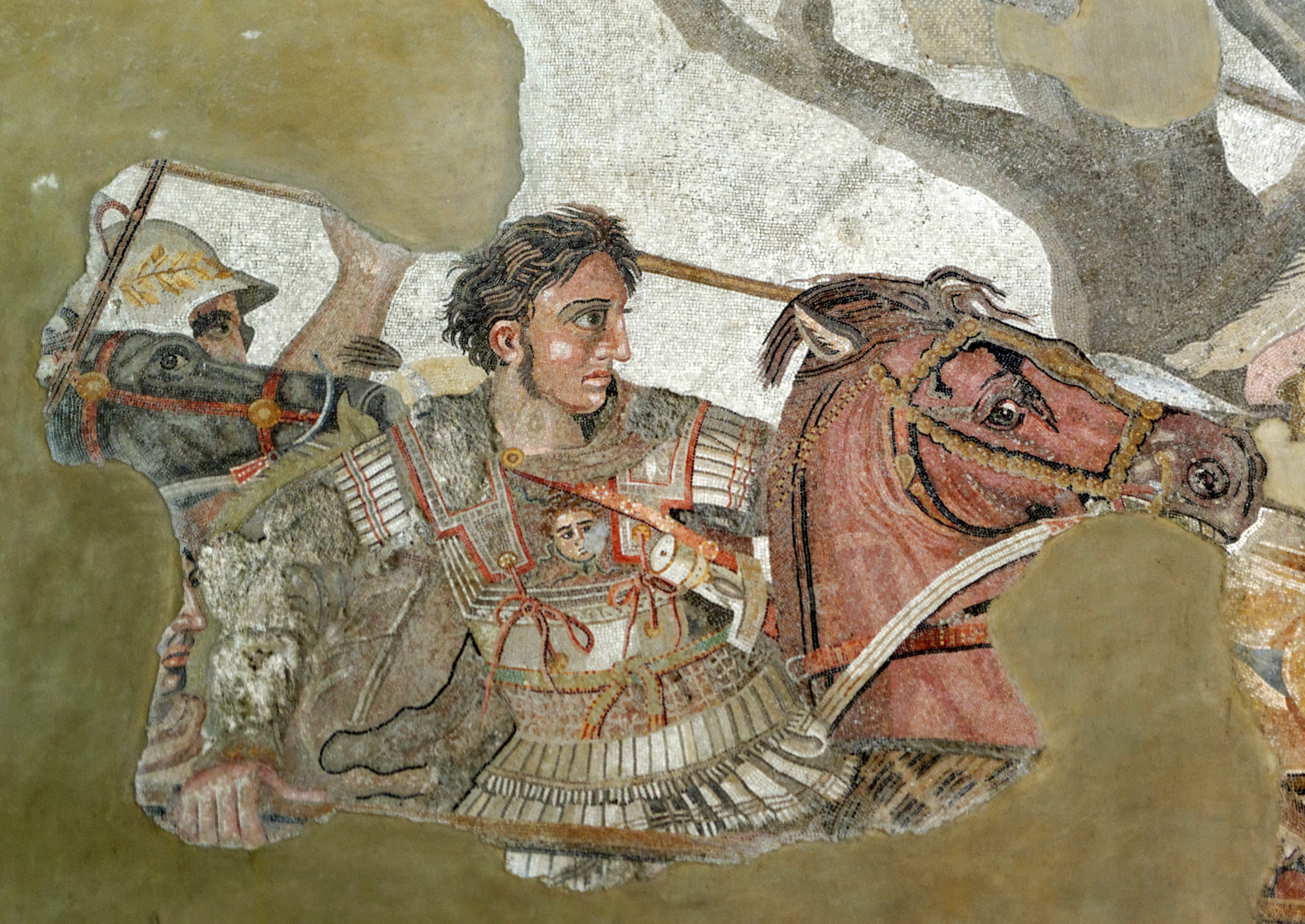
Alexandre sur son cheval Bucéphale.
Détail de la mosaïque romaine représentant la bataille que livra Alexandre le Grand contre Darius III.

Alexandre le Grand conquit la Sogdiane et la Bactriane en 327 av. J.-C., alors qu'il menait campagne contre Darius III, et mit fin à la dynastie des Achéménides. Deux ans auparavant, sur l'Oxus (Amou-Daria), il fonda une ville qui porterait par la suite le nom de Termez (ou Tirmidh, une possible déformation du nom du roi gréco-bactrien Démétrios), actuellement la ville la plus méridionale de l'Ouzbékistan.
S'étant établi à Maracanda (Samarcande), il y épousa Roxane, la fille d'Oxyartès, chef bactrien local, qu'il avait capturé en 327 av. J.-C.. Ensuite il prend, sous une épaisse neige, la forteresse dite le Rocher Sogdien (ou le Rocher d'Ariamazes), réputée jusqu'alors imprenable. Il offre au chef, Ariamazès, une capitulation honorable qu'il se voit refuser. La cité (près de la ville actuelle de Derbent) prise, Ariamazès est exécuté.
Son mariage lui fut une aide précieuse pour mater la féroce résistance populaire en Sogdiane, dirigée par Spitaménès, qui stoppait la progression de son armée, tandis que la conquête de la Bactriane lui fut relativement facile. Ce mariage fut aussi le prélude aux noces de Suse où 10 000 Grecs se sont mariés à 10 000 Orientales en 324 av. J.-C.

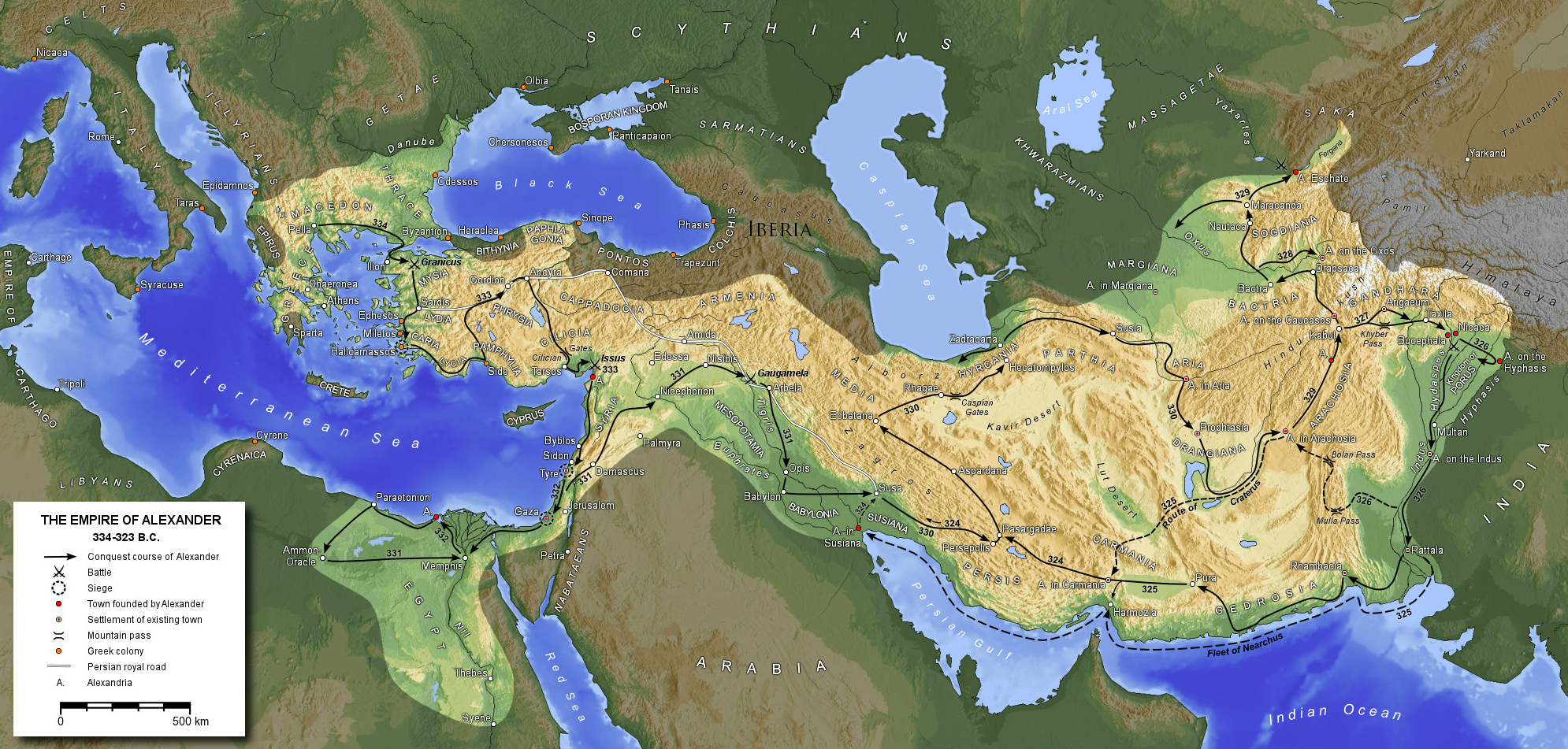
L'empire d'Alexandre à son apogée

Après son mariage et avant d'entreprendre la campagne de l'Inde, Alexandre quitte en 323 av. J.-C. son quartier général à Maracanda (Samarcande) pour conquérir la citadelle à la place de l'actuelle Tachkent, au sud de laquelle, sur Jaxartes (Syr-Daria), il ordonna la construction d'une ville-comptoir et forteresse qu'il nommerait Alexandrie Eskhaté (extrême).
À la suite de la mort d'Alexandre en 323 av. J.-C., le règne dans la partie nord-est de son empire qu'on appellera Transoxiane ("Le pays au-delà de l'Oxus") passa à son général Séleucos Ier Nikator, fondateur de la dynastie des Séleucides. Sous Séleucos Ier, la Bactriane subit une immigration massive de Grecs exilés et s'hellénise plus que toute autre région conquise.
Sous le gouvernement de Séleucos II, les Séleucides, trop préoccupés par leurs déboires en Syrie, ne furent pas dans la possibilité d'assurer le contrôle de leurs possessions orientales. Le royaume gréco-bactrien indépendant fut ainsi fondé par Diodote Ier (Diodotos) vers -250 autour de la Bactriane, après qu'il s'est affranchi assez facilement de la tutelle des Séleucides. Sous le règne d'Euthydème I, le deuxième successeur de Diodotos, le séleucide Antiochos III tenta de reprendre possession de la Bactriane, mais il échoua et dut reconnaître l'indépendance de ce royaume. Un important développement urbain caractérisa cette période et le syncrétisme gréco-oriental dans les arts atteint alors son apogée.
La dynastie des Séleucides s'éteignit définitivement en -64, sous Antiochos XIII Asiaticus, quand les restes de son empire, jadis le plus grand royaume hellénistique, furent annexés à l'Empire romain.

### Les invasions des nomades et la mise en place de la route de la soie

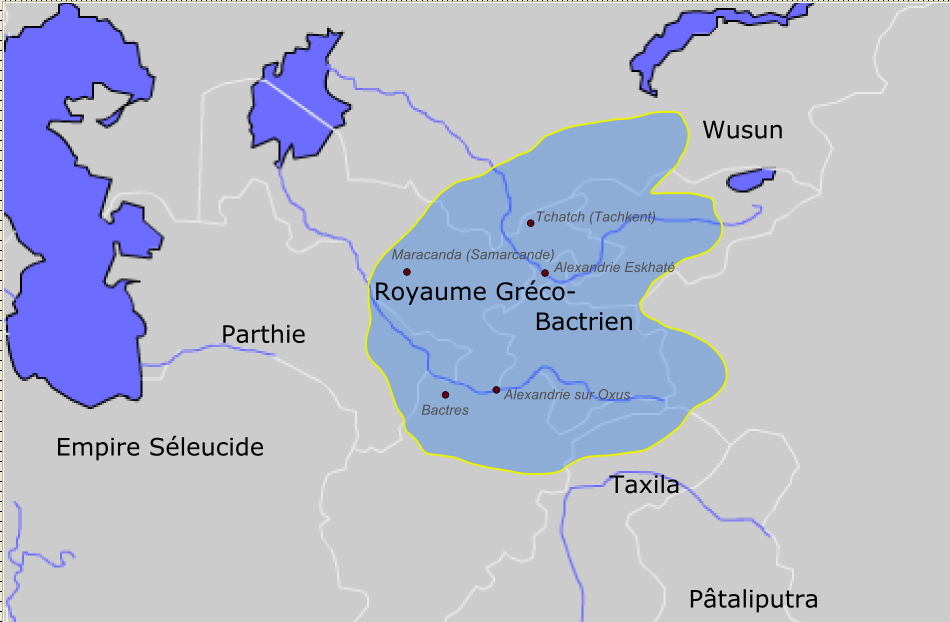
Le royaume gréco-bactrien vers 220 av. J.-C.

Entre le Ier siècle av. J.-C. et le IIe siècle apr. J.-C., le territoire du royaume gréco-bactrien fut envahi par des peuples nomades venus de Chine, des Yuezhi et des Sakas. Le centre du royaume se déplaça alors vers le sud-est pour devenir, vers 190 av. J.-C., le royaume indo-grec.

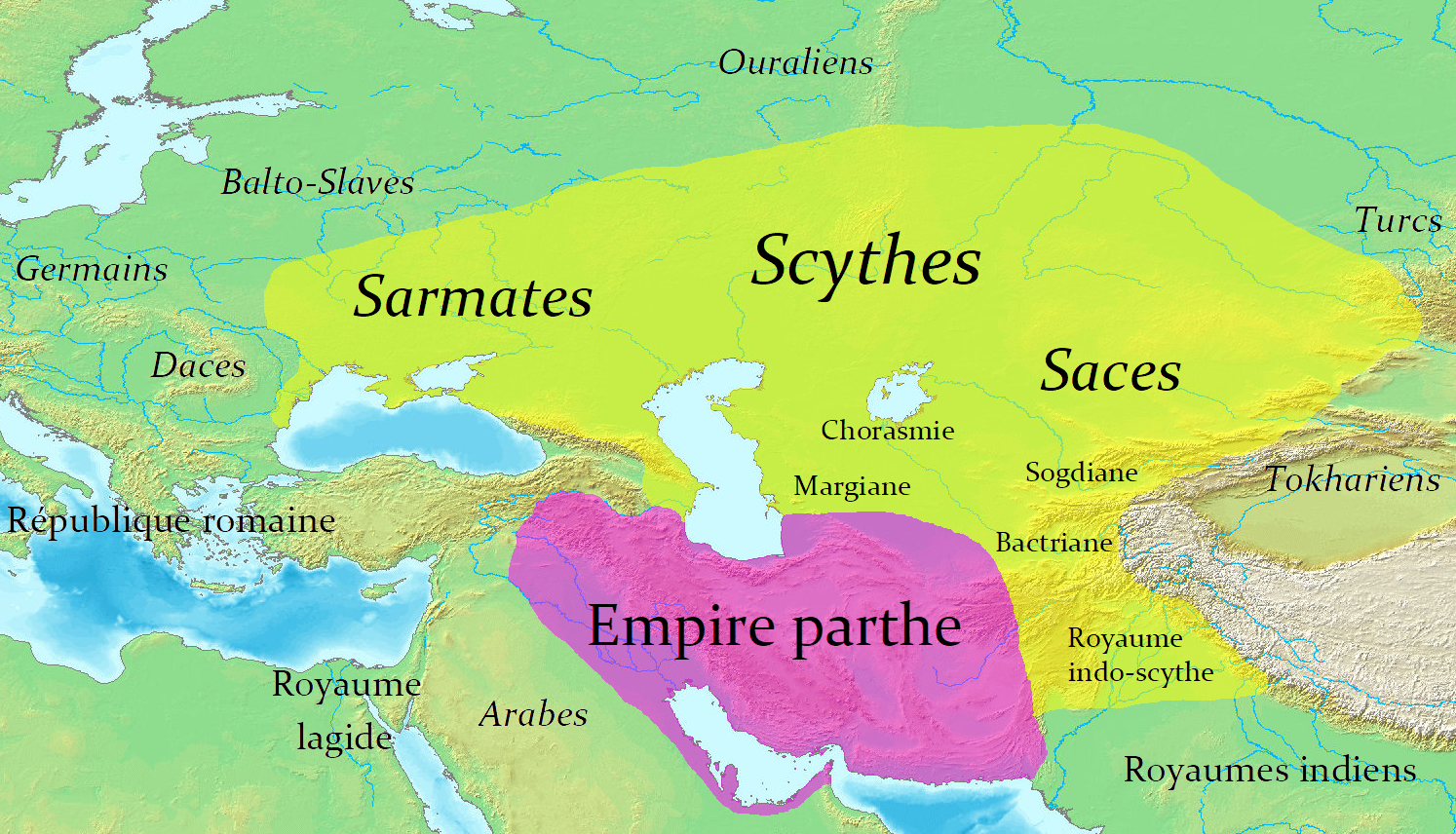
Scythie et Parthie vers -100.

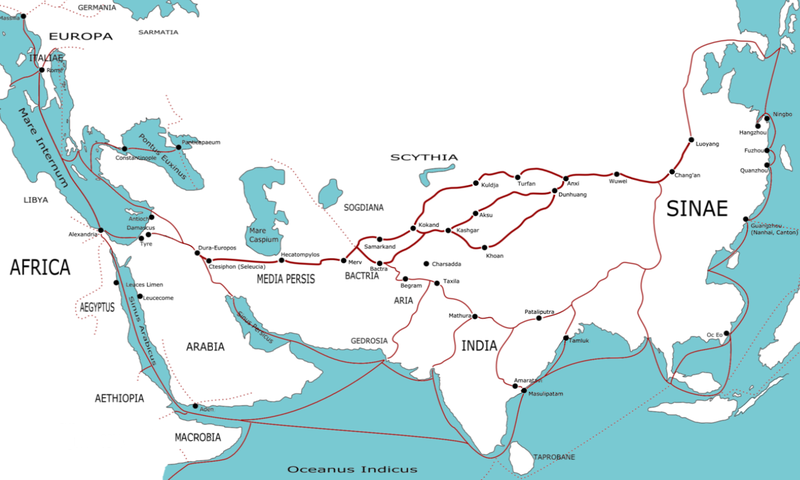
Les principales routes de la soie entre 500 av. J.-C. et 500 ap. J.-C. (en latin)

Route Samarcande-Boukhara au 10es.

Les Parthes occupèrent en 115 la partie Ouest de la Bactriane (entre l'Ouzbékistan et le Turkménistan actuels), en y remplaçant les Sakas (ou Saces) qui avaient migré plus au sud, vers l'actuel Afghanistan. Ils partagèrent cette contrée avec des Yuezhi qui y régnaient depuis 126 av. J.-C.
À cette époque, le syncrétisme religieux, perpétué par les Parthes, évolua graduellement vers le monothéisme et la notion de religion universelle se répand chez les peuples de l'actuel Ouzbékistan. Grâce à l'influence des prêtres (magi), le zoroastrisme y deviendra la religion officielle sous les Sassanides.
Plus à l'Est, l'Empire kouchan s'était formé à partir de plusieurs principautés distinctes, vers le début du Ier millénaire, plus de cent ans après que le royaume gréco-bactrien fut anéanti par les nomades. Il occupa graduellement, entre 105 et 250, la Bactriane et une partie de la Sogdiane et du Khorezm. Cet empire fut créé par les Kouchans, une tribu des Yuezhi, un peuple de l’actuel Xinjiang en Chine, possiblement apparenté aux Tokhariens. Pendant plusieurs siècles, la civilisation koutchéenne se trouva au centre des échanges entre Orient (Chine) et Occident (Empire romain), sur le parcours de la Route de la soie. Les Kouchans ont en outre importé le bouddhisme en Asie centrale et y ont développé les arts hellénistiques de l'Orient.
L'ouverture de la « Grande route de la soie », la plus longue route commerciale terrestre et maritime de l'Antiquité, au IIe siècle av. J.-C. (?), et surtout sa sécurisation, après qu'elle fut restée longtemps à la merci des bandits et des pillards, grâce notamment aux efforts des Kouchans, déplaça le centre de gravité du monde iranien, des bords du Tigre vers ceux d'Amou-Daria. La Perse parthe détourna désormais les yeux des rives de l'Euphrate, pour regarder bien au-delà de Syr-Daria : à ses yeux le commerce avec la Chine prend une importance que n'avait jamais eu celui avec la Grèce, et la Transoxiane est au carrefour des axes d'échange. La Route de la soie n'a pas seulement servi pour transporter de la soie en Europe - des épices, du thé, du papier, et de la porcelaine ont également emprunté ce chemin. De plus, elle joua un rôle important dans la diffusion des croyances (p.ex., le bouddhisme), des idées et de la culture. Ceci étant, la Route durant son existence a enrichi de tous les points de vue ses villes-étapes telles que Samarcande, Kokand ou Ferghana. La célèbre route restera en usage jusqu'au milieu du Moyen Âge.
Pour résumer, l'histoire de la Transoxiane entre le IIe siècle av. J.-C. et le IIIe siècle apr. J.-C. est complexe, différents royaumes plus ou moins éphémères aux origines incertaines s'y étant succédé, avant d'être tous balayés par la puissance montante des Sassanides mazdéens (zoroastristes). À la même époque, le Ferghana dans l'est, une étape-clé sur la Route de la soie, a su garder son indépendance.

### Les Sassanides perses

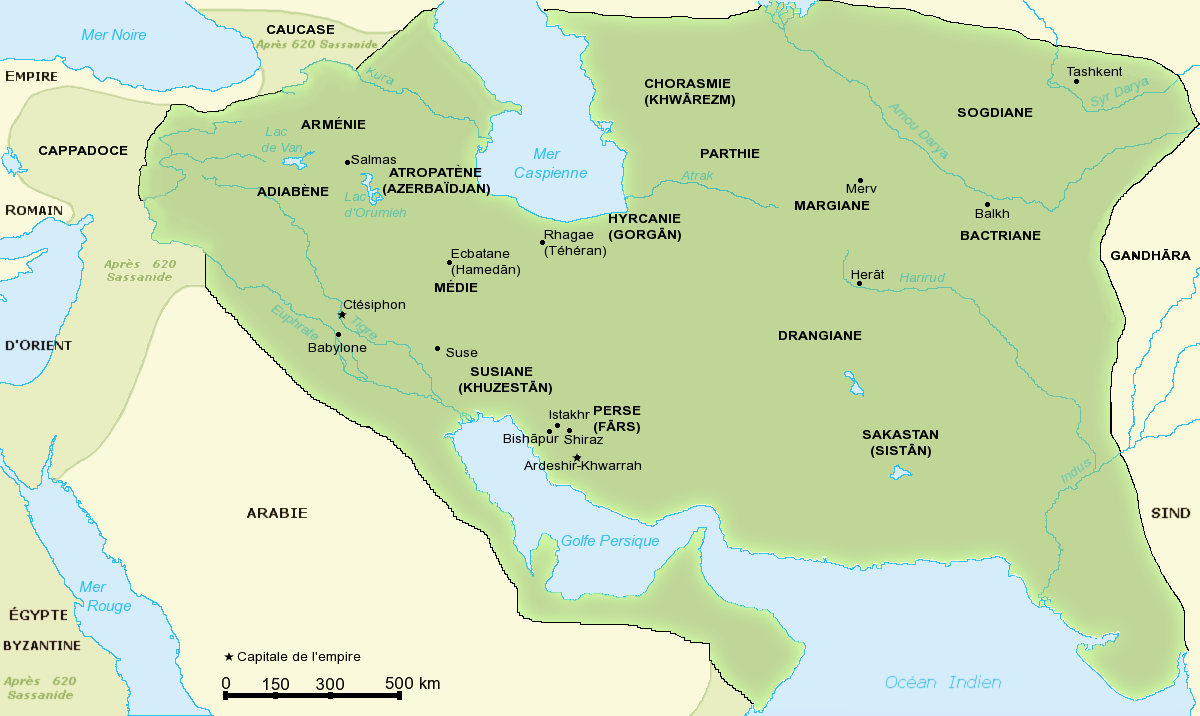
Empire des Sassanides à son apogée.

Les Sassanides furent une dynastie perse originaire du Fars, fondée vers 224 apr. J.-C. par un descendant présumé de Darius III. Sous les Sassanides, l'art et la culture perse ont atteint un niveau impressionnant et leur force militaire a pu même glorieusement défier la puissante Rome. Le règne des Sassanides se caractérisa par une centralisation élevée du pouvoir, un urbanisme ambitieux et une agriculture aux techniques avancées.

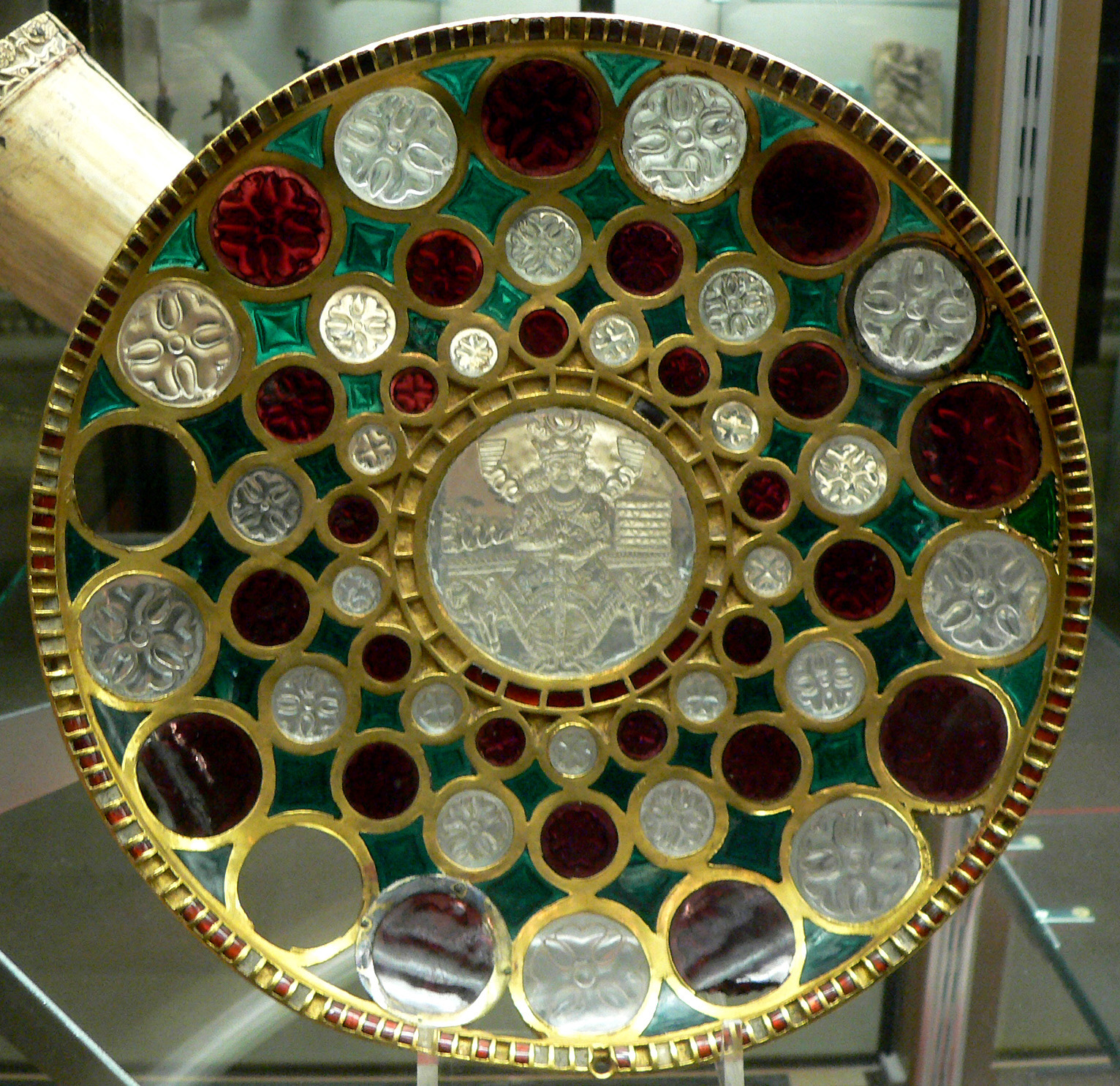
« Coupe de Salomon » sassanide, possiblement originaire d'Asie centrale. Or, grenat, cristal de roche, verre. BNF

Déjà aux IIIe et IVe siècles, les Sassanides entreprirent des tentatives de conquête de la Transoxiane, mais leur expansion progressive provoqua des soulèvements chez les nomades Kouchans, qui refusèrent de céder leur territoire, et engagèrent de nombreuses batailles avec les Sassanides. Un peu plus tard, à la fin du IVe siècle, ce seront les Huns, les Chionites (les Huns rouges) et ensuite les Kidarites, qui défieront les Sassanides réussissant de maintenir leurs positions en Transoxiane. Ils déferleront même sur l'Iran.
En 427, le roi sassanide Vahram V (« Vahram Ghûr ») écrase finalement les troupes nomades des Huns blancs (Hephtalites) venus en Asie centrale depuis la Chine et y restaure la domination perse. Son fils Yazdgard II Sipahdost consolide cette présence en 442 en éliminant le successeur de l'Empire kouchan, le Royaume kidarite, apparenté aux Huns, autrefois allié des Perses.
La dynastie des Sassanides contrôla pendant plus de quatre siècles un territoire immense incluant la Transoxiane, développa un art de cour somptueux, entreprit de grands travaux de génie civil, et, tirant profit de sa position clé sur la Route de la soie, mena victorieusement, pendant pratiquement toute la période, des guerres sur les fronts de l'Est, contre les Huns et les Turcs, et de l'Ouest, contre l'Empire romain.

## Les Huns blancs (Hephtalites)
L'empereur sassanide Yazdgard II fut confronté aux attaques des tribus nomades de Huns blancs (Hephtalites) dès 442. Son propre fils Peroz alla demander aux Hephtalites de lui donner des troupes afin de prendre possession de la Perse. Apparemment, afin de pouvoir régner sur les Sogdiens, les Hephtalites avaient dû adopter leur langue. Ils commenceraient plus tard à se sédentariser. On considère généralement les Huns blancs comme les premiers ancêtres de l'actuel peuple ouzbek.

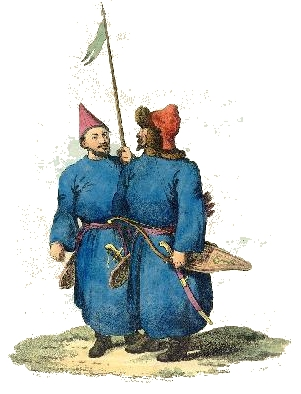
Soldats Hephtalites

Grâce à l'aide obtenue chez les Hephtalites, Péroz Ier devint empereur de la Perse en 459-484. Pour les remercier, il leur céda le district de Taliqan, au sud-est de l'actuel Turkménistan. Il ne tarda cependant pas à entrer en conflit avec eux.
Les Hephtalites étaient de si farouches guerriers que la simple mention de leur nom terrifiait tout le monde. Les soldats perses envoyés à leur rencontre ressemblaient à des condamnés à mort se rendant à l'échafaud.
Péroz Ier fut tué en 484 lors d'une nouvelle bataille contre les Hephtalites. Sa mort entraîna les conflits internes chez les Sassanides les forçant à céder le territoire de l'actuel Ouzbékistan et à payer un tribut aux Hephtalites.
La conquête du bassin du Tarim fit s'allier les Hephtalites et les Ruanruan. Après avoir porté un coup fatal aux Ruanruan en 552, les Göktürkss cherchèrent à s'allier avec les Perses contre les Hephtalites. Entre 560 et 563, ces derniers furent vaincus lors d'une grande bataille, qui dura huit jours, près de Boukhara. Par la suite, ils se partagèrent en principautés qui payèrent tribut, les unes aux Perses, les autres aux Turcs.

## Les Göktürks de l'Ouest

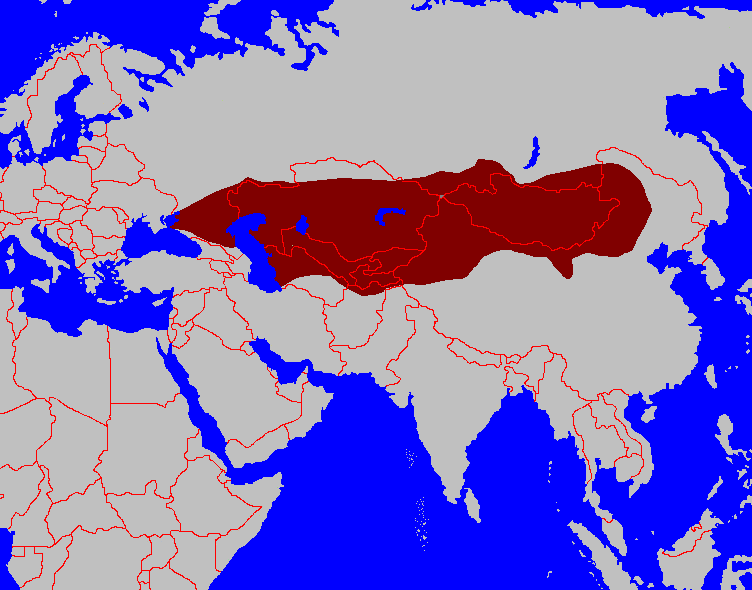
Le khaganat des Göktürks à la fin du VIe siècle.

Les Turcs avaient créé leur empire en 552. En 576, Mugan (Muhan) (553-572), le fils du khan turc Bumin, succéda à son père en confiant l'aile occidentale de l'empire des Göktürks à son oncle Istämi. Ce dernier s'allia avec les Sassanides perses pour combattre les Huns blancs. Après avoir éliminé les Huns Blancs, vers 563, les deux alliés se partagèrent l'actuel Ouzbékistan, notamment le territoire des Sogdiens, mais ils ne tardèrent pas à se brouiller. Malgré les guerres qu'ils menèrent ensemble, jusqu'en 630, les Turcs et les Byzantins ne purent venir à bout des Perses.
Le khan des Köktürks Tardu, qui a succédé à son père Istämi, avait été encouragé par les Chinois, qui désiraient briser l'empire turc. Sa politique amena à une séparation définitive de l'empire des Göktürks en deux États, celui des Turcs orientaux en Mongolie, dirigé par Nivar, frère de Mugan, et celui des Turcs occidentaux dans les Tian Shan, en Ouzbékistan et au Kazakhstan oriental, dirigé par Tardu.
La défaite de Tardu face à son ambitieux neveu Apa Qaghan (Daluobian) a apporté le chaos chez les Turcs occidentaux, jusqu'à ce qu'ils retrouvent des chefs mobilisateurs en la personne de Shigui, puis de son frère, Tong (ce sont leurs noms chinois). Ce dernier fut un puissant souverain, qui étendit son pouvoir jusque sur une partie de l'Afghanistan et de l'Inde du Nord. Quelques mois plus tard, des tribus vassales, les Qarluq, se révoltèrent, et Tong fut tué. Les Turcs occidentaux perdirent de nouveau leur unité. Dans les années 640, les Chinois les évincèrent des riches oasis du bassin du Tarim sur la Route de la soie, qui se trouvaient juste au sud de leur territoire. En 651, les Turcs occidentaux se rangèrent sous l'autorité d'un qan chinois Helu. Après avoir obtenu l'appui des Ouïghours, les Chinois se mirent en campagne contre lui et le vainquirent en 657. Pratiquement toute l'Asie centrale tomba alors aux mains des Chinois.
Sous les Turcs, tout particulièrement grâce à leurs besoins en armements et bijouterie, les peuples de l'actuel Ouzbékistan ont activement développé l'artisanat sur métaux (or, argent, fer, plomb, cuivre, etc.), ainsi que l'écriture. L'essor du commerce sur la Route de la soie entre la Chine et l'Europe a eu une influence considérable sur la production locale du coton et de la soie.
Le pèlerin chinois Xuanzang passa vers 631 par Tachkent et Samarcande lors de son voyage en Inde à la recherche de manuscrits sacrés bouddhiques.

## Les Arabes

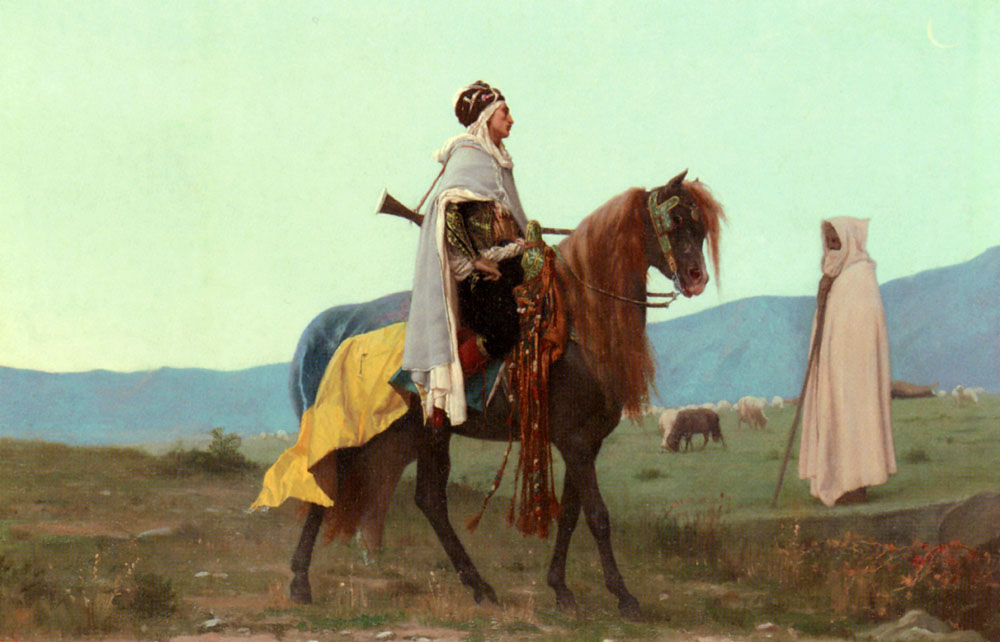
Un cavalier arabe Toile de Gustave Boulanger

Après la première tentative partiellement échouée de conquérir et d'islamiser Samarcande et Ferghana en 706, les Arabes, menés par les troupes du général Qutayba ibn Muslim, conquirent vers 712 les territoires des actuels Ouzbékistan et Kirghizistan. Ils y entrent au contact avec les Chinois pendant le règne du premier abbasside Abou al-`Abbâs à la victoire de Talas. Ils implantent par la force l'islam auprès des peuples centre-asiatiques pratiquant jusqu'alors le zoroastrisme.
Les Sogdiens qui acceptaient de se convertir à l'islam étaient exemptés d'impôts. Face à l'ampleur des conversions et la baisse consécutive des recettes fiscales, les Arabes décrétèrent que les nouveaux convertis devraient être circoncis et avoir une bonne connaissance du Coran. Cette mesure entraîna une vaste révolte.
En 720 et 721, les Sogdiens détruisirent la garnison arabe de Samarcande avec l'aide des Turcs. Un nouveau gouverneur fut alors nommé au Khorassan, Said ibn Amr al-Harashi. Les rebelles sogdiens choisirent cette fois une stratégie de retraite. Sous la conduite de Divashtich, roi de la cité orientale de Panjikand, une partie d'entre eux se réfugièrent dans la forteresse d'Abargar, située sur le mont Mug. À cet endroit, sur la rive gauche du Zeravshan, les archéologues ont trouvé de nombreux documents riches en enseignements sur la société sogdienne. Les Arabes ayant assiégé la forteresse, Divashtich dut se rendre. Il fut exécuté à l'automne 722 par al-Harashi.
En 728, le gouverneur du Khorassan Ashras ibn Abdallah al-Sulami offrit une exemption d'impôts pour les nouveaux convertis, ce qui produisit exactement les mêmes effets que la première fois. Avec l'aide des Turcs, Boukhara devint le centre de la révolte sogdienne. Elle fut soumise durant l'été 729, après plusieurs mois de durs combats. Samarcande, dirigée par le roi Ghurak (successeur de Tarkhun), ne s'était pas soulevée. En dépit de la répression menée par les Arabes, la résistance des Sogdiens ne s'arrêta pas. Elle fut particulièrement vive en 733 et 734. Le gouverneur Nasr ibn Sayyar (738-748) décida de mener une politique plus conciliante avec les élites locales.
Le contrôle arabe de l'Asie centrale fut consolidé à la suite de la bataille de Talas (au Kirghizistan près de la ville actuelle kazakh de Taraz) contre les Chinois en 751. Cette victoire qui a marqué l'avancée la plus à l'Est des armées arabes a été également l'occasion d'acquérir un certain nombre de techniques chinoises dont celle de la fabrication du papier. Lors de la bataille de Talas, les Arabes, victorieux, font prisonniers de nombreux Chinois et récupèrent ainsi le secret. Ils comprennent rapidement l'intérêt de ce nouveau support pour propager l'islam, et Samarcande sera le tout premier centre de production du papier du monde musulman. Par ailleurs, ils en amélioreront la fabrication en incorporant à sa préparation des chiffons. Haroun ar-Rachid imposa l'usage du papier dans toutes les administrations de l'empire. Le papier arrive alors dans le reste du monde connu et en Occident grâce aux conquêtes arabes en Asie centrale. On le retrouve à Bagdad en 793, au Caire en 900, à Xàtiva (San Felipe, Espagne) en 1056 et enfin en France au début du XIVe siècle.
Les peuples de l'Ouzbékistan organisèrent de nombreuses insurrections contre les Arabes, dont les plus importantes ont eu lieu en 720-722 en Sogdiane, en 734-737 en Sogdiane et au Khorassan et enfin, en 747-750 sous la direction de Abû Muslim, ce qui contribua à la chute des Omeyyades et à l'arrivée des Abbassides. D'autres insurrections ont eu lieu en 801-802 et en 806 partout dans Movaraunahr ou Ma wara'un-Nahr (le nom que les Arabes ont donné à la Transoxiane).

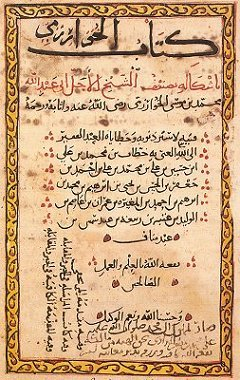
Page dAlgebra d'al-Khwarizmi

L'annexion du Movaraunahr aux califats arabes contribua à la croissance des grandes villes de Samarcande, Binkent (Tachkent), Termez et Boukhara, au développement de l'artisanat, du commerce (surtout de celui extra-frontalier à caravanes) et des techniques d'irrigation. De 750 à 850, période des califes abbassides, la science dite "arabo-musulmane" atteint son sommet. Les souverains payaient, parfois son poids en or, tout livre récemment traduit, et c'est ainsi que, dès le IXe siècle, une majeure partie des écrits de la Grèce était disponible en langue arabe. Le philosophe al-Farabi (né en Transoxiane), le second maître (en référence au premier maître, Aristote), tient une place prépondérante dans cette dynamique.
Le grand mathématicien al-Khwarizmi (Al-Khorezmi), inventeur des principes algébriques et qui a donné son nom à l'algorithme, naquit vers 783 à Khiva. L'astronome célèbre al-Farghani (805-880) était natif de Ferghana, tandis que Mouhammad al-Boukhârî (Imam Boukhari) (810-870), célèbre érudit musulman sunnite d'origine perse, fut natif de la ville de Boukhara.

## Les Samanides perses

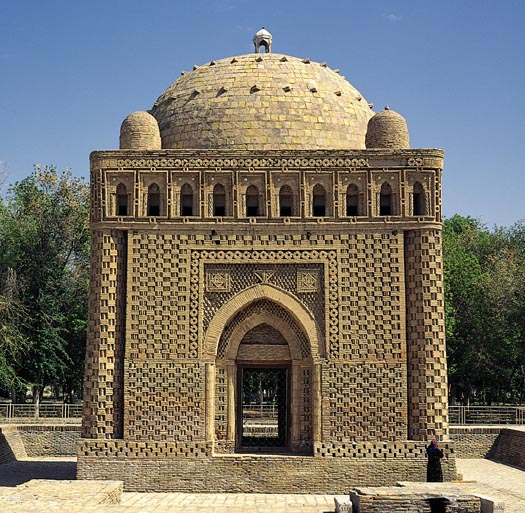
Mausolée des Samanides à Boukhara, leur capitale

Les Samanides furent la première dynastie perse à reprendre le pouvoir en Ouzbékistan après la conquête arabe.
En 819, le calife Al-Ma'mūn (813-833) avait récompensé les quatre petits-fils du perse Saman-Khoda (Nuh, Ahmad, Yahya et Elyas) pour leurs bons et loyaux services en leur attribuant à chacun une province. Ismail Ier (892-907), le fils d'Ahmad, prit rapidement le contrôle de la Transoxiane et du Khorassan perse et s'y installa comme gouverneur semi-indépendant, choisissant Boukhara comme capitale. La vallée de Zeravchan, la région de Chach (Tachkent) et les villes de Samarcande et de Termez furent également au centre du développement du territoire Samanide, de son artisanat et de son commerce prospère (verre, papier, cuir, tissus, soie, bétail, etc.).
En 900, au nom du calife, Ahmad vainquit le Saffaride Amr ibn Layth (Amr ebn Leys) qui voulait envahir sa province. Par la suite, jusqu'en l'an 1005, les Samanides restèrent maîtres d'une grande partie de leurs territoires.

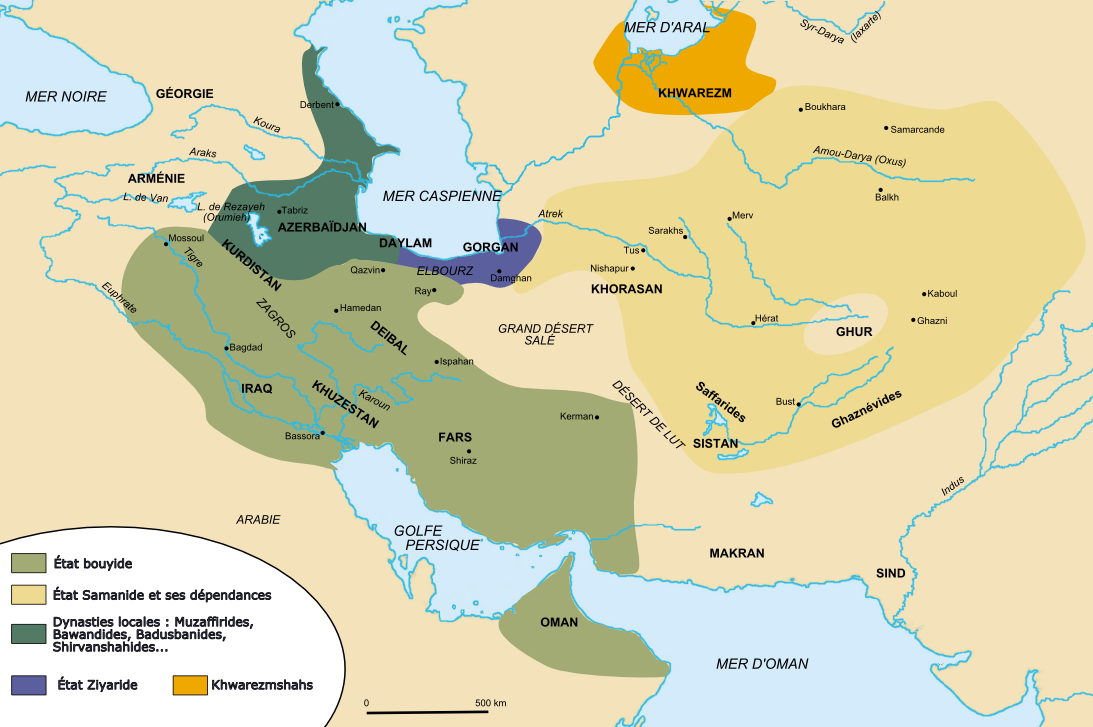
Moyen-Orient et Asie centrale vers l’an 1000.

Pour s'affirmer face à leurs voisins du sud (Tahirides, Ghaznévides et Ghorides) avec lesquels ils disputent le pouvoir au Xe siècle, les Samanides n'utilisent pas seulement la force militaire, mais aussi l'art. Ils développent l'urbanisme et l'architecture funéraire, créent des pièces de poterie très différentes les unes des autres avec des décors kaléidoscopiques, des décors jaspés, etc.
Le grand médecin et philosophe Avicenne (Abou Ali Ibn Sînâ), naquit près de Boukhara en 980, tandis que le savant encyclopédiste al-Biruni, qui fut son correspondant, naquit en 973 dans un faubourg de Kath, près de l'actuelle ville ouzbèke d'Ourguentch.

## Les Qarakhanides et les Seldjoukides turcs et les Khwârazm-Shahs perso-turcs
La dynastie turque des Qarakhanides (Karakhanides), considérés comme des ancêtres des Ouzbeks actuels, a régné sur l'actuel Ouzbékistan de la fin du IXe siècle au 1212. En 920, les Qarakhanides, dirigés par Satuq Bughra Qara-Khan 'Abd al-Karim, se convertirent collectivement à l'islam. Sous le règne de Harun Ier (982 – 993), ils prirent en 992 Boukhara aux Samanides. Sous le règne de ses successeurs, les Qarakhanides achevèrent la conquête de la Transoxiane en renversant définitivement les Samanides vers 999.

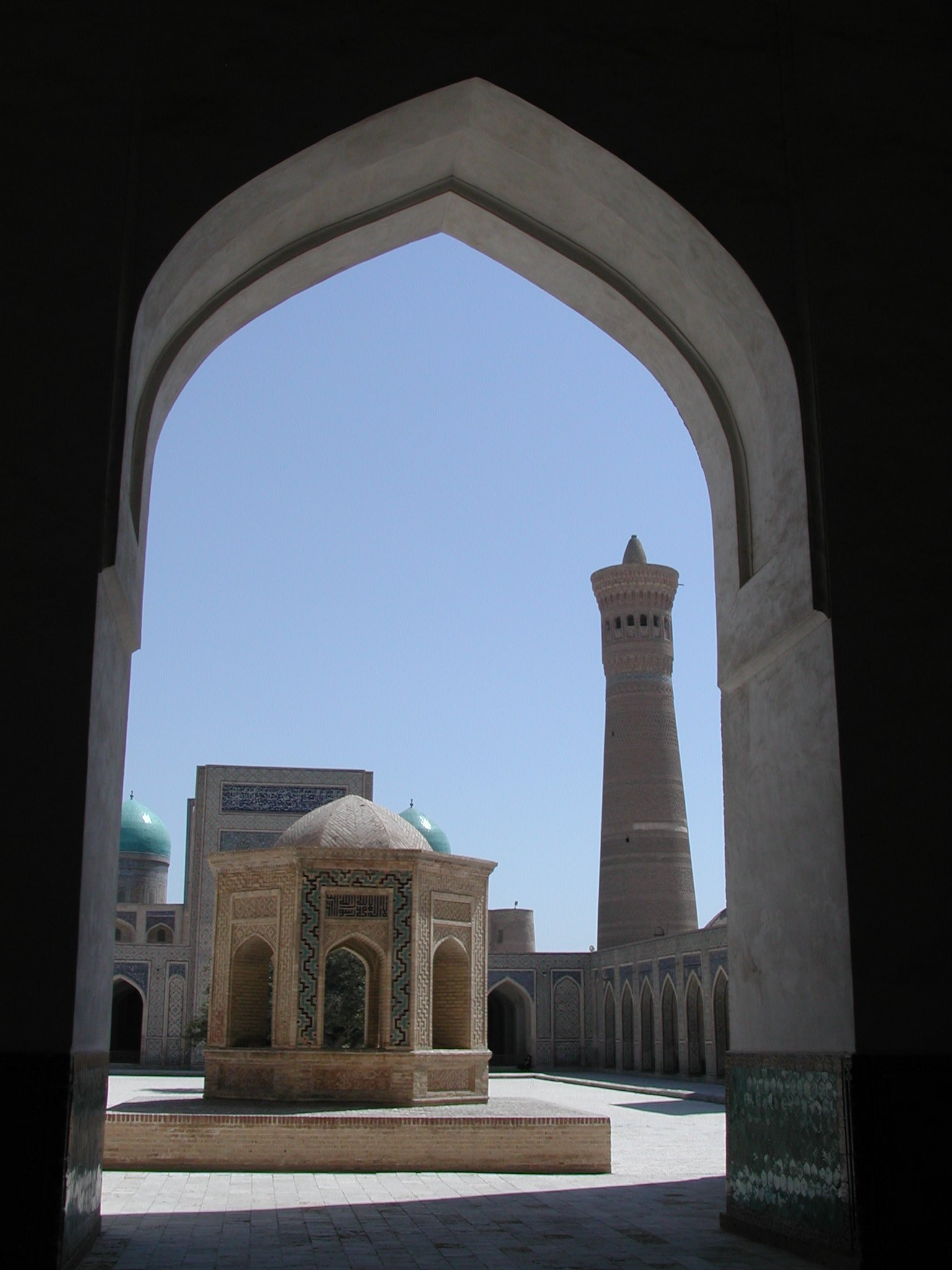
Complexe Po i Kalon (Kalyan) à Boukhara érigé sous les Qarakhanides en 1121

Après la défaite des Qarakhanides face aux Seldjoukides (1040), une autre dynastie turque d'Asie Centrale, les adversaires parmi les plus dangereux, le royaume des Qarakhanides fut coupé en deux : le royaume occidental, dont la capitale fut Boukhara, déplacée en 1042 à Samarcande, et le royaume oriental avec Kachgar comme centre. En 1089, les Seldjoukides vainquirent définitivement le royaume occidental se trouvant alors sous le règne d'Ahmad Ier (1081 – 1095), et y occupèrent Boukhara et Samarcande. Malgré cette sujétion, les Qarakhanides de Transoxiane purent développer une intense activité architecturale. Ainsi, sous Muhammad II (1102 – 1130), on érigea à Boukhara entre autres le minaret Po i Kalon (Kalyan). Un peu plus tard, de 1124 à 1218, la vallée de Ferghana se retrouva dans la possession des Chinois proto-mongols des tribus de Kara-Khitans.

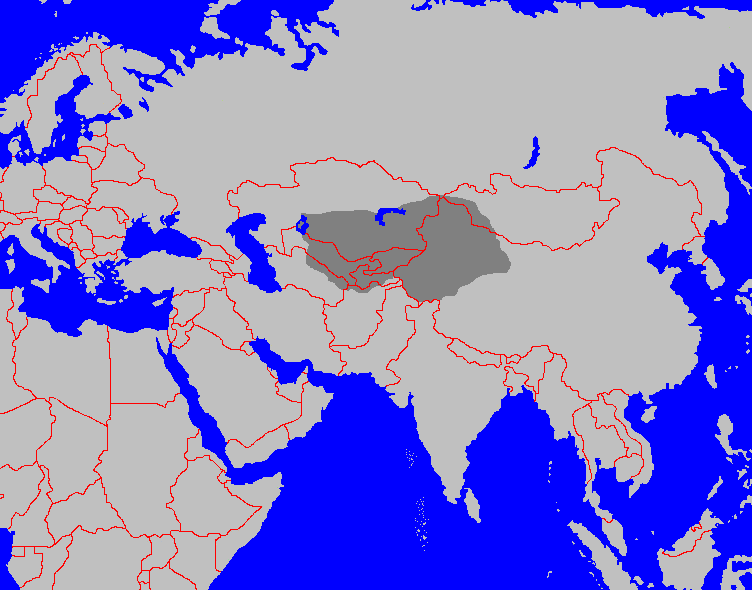
Le royaume des Qarakhanides

Le souverain Khorezmien Ala ad-Din Tekish (Takash) (1172 – 1200) conquis la Perse en 1194 et destitua la même année le dernier sultan turc de dynastie des Grands seldjoukides Tuğrul ibn Arslan qui régnait alors sur une partie de Transoxiane. Mais c'est par le Khwârazm-Shah Ala ad-Din Muhammad que l'État des Qarakhanides avec la capitale à Samarcande fut définitivement détruit en 1212. 
.

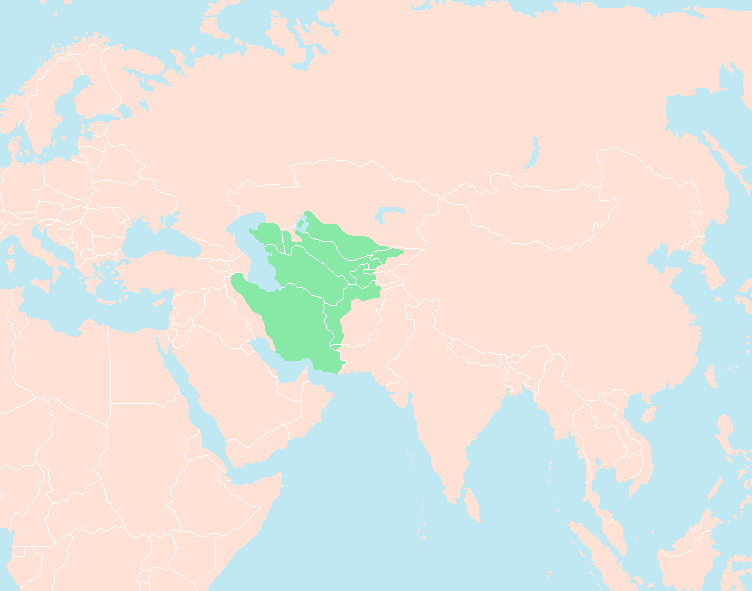
Le royaume des Khwârazm-Shahs

La montée rapide du Khwarezm au rang de grande puissance ne put se faire que par l’alliance de la dynastie avec les Kiptchak et les Oghouzes. Mais les campagnes et les razzias de ces derniers eurent des conséquences dévastatrices pour l’agriculture en Asie centrale car, à côté des destructions liées aux guerres, beaucoup de champs furent transformés en pâturages pour les troupeaux des Kiptchak nomades.
Le règne des Khwârazm-Shahs fut de courte durée. En 1219, le gouverneur khorezmien d’Otrar sur le Syr-Daria fit assassiner une caravane de marchands-espions envoyés par Gengis Khan, et les ambassadeurs envoyés par celui-ci pour demander des explications connurent le même sort, ce qui déclencha une répression terrible.
En 1220, les Mongols conquirent l’Ouzbékistan actuel, dont les principales villes comme Samarcande, Boukhara ou Tachkent subirent de sévères destructions.

## Les Mongols et les Turco-mongols
- Khanat de Djaghataï (1220-1334)

### Gengis Khan, les Tchaghataïdes et les Barlas

Extension de l’empire Mongol
Empire mongol
En 1294 l'empire a été scindé en :
Horde d'or
Khanat de Djaghataï
Houlagides
Empire du Grand Khan (Dynastie Yuan)

La prise de Samarcande se fit lors de la grande conquête du grand empereur mongol Gengis Khan (1220), qui renversa les Khwârazm-Shahs. Il légua ensuite son empire à ses quatre fils, sous l'autorité du troisième, le khan suprême Ögödei. L'actuel Ouzbékistan se retrouva dans les mains de son deuxième fils, Tchagataï (Djaghataï). Il fut à l'origine de la dynastie des Djaghataïdes.
Le Khanat de Tchaghataï, aussi appelé Khanat de Djaghataï, fut fondé en 1219 en tant qu'ulus turco-mongol, couvrant les quatre pays actuels de l'Asie Centrale, le sud du Kazakhstan, l'ouest du Xinjiang chinois et le nord de l'Afghanistan. Il a existé de 1229 à 1571 comme un royaume autonome au sein de l'Empire mongol.
Dans la première moitié du XIVe siècle, l'empire des Tchaghataïdes s'était scindé en deux, le Mongolistan oriental nomade, et le Ma wara'un-Nahr, un khanat (ulus) occidental, majoritairement sédentaire. Le règne des Tchaghataïdes dura jusqu'en 1347 quand le chef de la tribu des Karnau, Kazaghan (Qazghan) assassina le dernier grand khan des Tchaghataïdes, Kazan (Qazan), et se proclama émir ("gouverneur").
L'émir Kazaghan et après lui son fils Abdallah ont régné sur l'actuel Ouzbékistan jusqu'au début des années 1360, mais après l'assassinat de ce dernier, le pays sombra dans le chaos. Les nomades du Mongolistan, mieux formés militairement, ont profité de la situation en organisant de nombreuses attaques qui ont totalement affaibli et appauvri le Ma wara'un-Nahr. C'est alors que la tribu mongole turcophone des Barlas, appelés péjorativement «les ânes», avec Hadji Barlas en tête, a commencé à prendre de l'importance dans la région. Après la fuite de Hadji Barlas en Perse, c'est son neveu Timour (Tamerlan) qui a pris la tête, d'abord des Barlas, et ensuite, de toutes les tribus environnantes.

### Timour (Tamerlan) et les Timourides

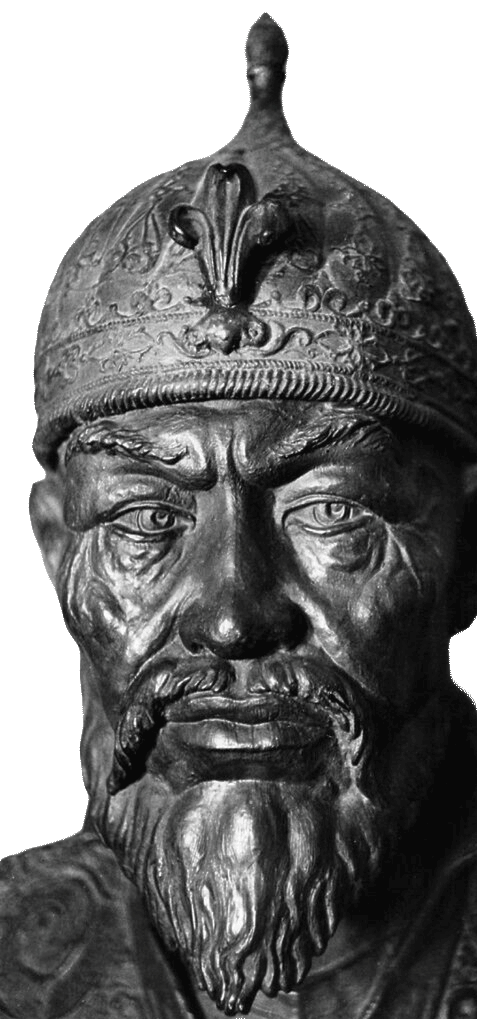
Tamerlan.

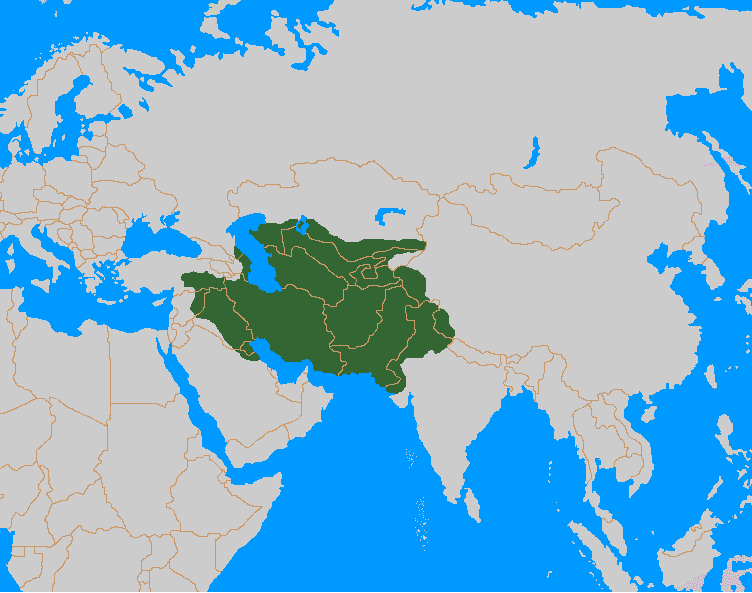
L'empire de Tamerlan.

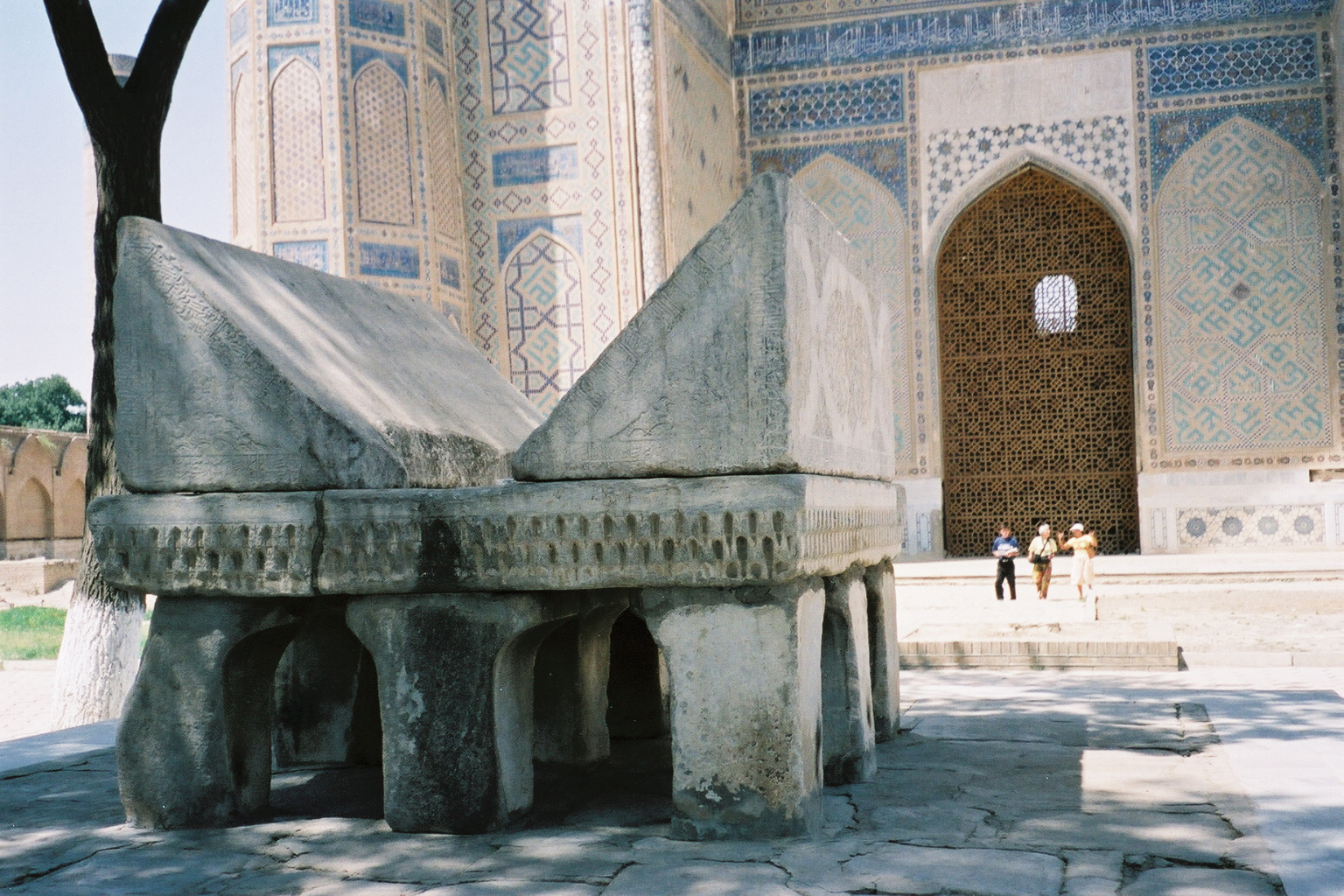
Cours de la mosquée de Bibi-Khanym à Samarcande.

Tamerlan (1336-1405), aussi appelé Amir Timour ("Émir de fer"), né à Kesh, actuelle Chakhrisabz (Shahr-e Sabz) près de Samarcande, d'une tribu turco-mongole de Barlas, il fut un grand chef de guerre et un érudit de l'art et des lettres. C'était un lointain parent de Gengis Khan.
Fier commandant impitoyable, handicapé des jambes (son nom Tamerlan vient du persan "Teimur Lang" ou "Timour le Boiteux", en turc "Timur Aqsaq"), même à la fin de sa vie, sans pouvoir plus marcher, il va toujours au combat en ordonnant à ses hommes de le porter dans la mêlée, armé de son épée.
Par un système d'alliance, il se fait élire grand émir de Samarcande en 1369 et, y installant sa capitale, ressuscite cette ville prestigieuse que les Mongols de Gengis Khan avaient dévastée en 1220, y faisant converger les richesses et les talents (artistes, artisans, savants et lettrés) capturés lors de ses campagnes.
Après avoir épousé Aldjaï, petite-fille de l'émir Qazghan, morte avant 1370, il épouse plusieurs veuves de son beau-frère Mir Husayn, dont Saray Mulk Khanum, plus connue sous son titre de Bibi Khanoum ("princesse aînée"), fille du défunt khan Qazan, ce qui lui confère le titre envié de güregen ("gendre impérial"). Une mosquée de Samarcande porte le nom de cette princesse.
Tamerlan s'engage dans une conquête fulgurante du monde islamique : il s'empare du Khwarezm et du Khorassan en 1371, de l'Iran et de la Mésopotamie cinq ans plus tard, de la plaine Kipchak où régnait la Horde d'or, pour aller ensuite frapper vers 1395 plusieurs villes de la Russie avant de faire campagne en Inde (1398-1399) et de mettre à sac la ville de Delhi.
En Anatolie en 1402, il s'empare de la personne du sultan Bayazid II, puis se bat en Syrie, prend Damas, se dirige vers l'Égypte, mais la dynastie Mamelouke se déclare vassale, évitant ainsi l'annexion de son territoire. À soixante et onze ans, il s'apprête à se diriger vers la Chine lorsque la mort le surprend.
Son empire, qui inclut plusieurs pays actuels de l'Asie centrale, ne lui survécut qu'un siècle. La succession du conquérant fut même organisée de son vivant, et c'est son fils Shah Rukh qui monta sur le trône. Mais le territoire se morcela rapidement, et il fallut au successeur de Timur prendre les armes pour reconquérir l'empire que lui avait légué son père. En 1420, il dirigeait l'Iran et l'Irak, et dominait, au moins de nom, l'Inde et la Chine. Son propre fils, Ulugh Beg, astronome réputé, et gouverneur de Samarcande, prit sa succession en 1447. Mais, attaqué de toutes parts, il connut une période de décadence territoriale qui se poursuivit jusqu'à la fin du règne de sultan Husayn Bayqara (r. 1469-1506), qui clôt la dynastie.

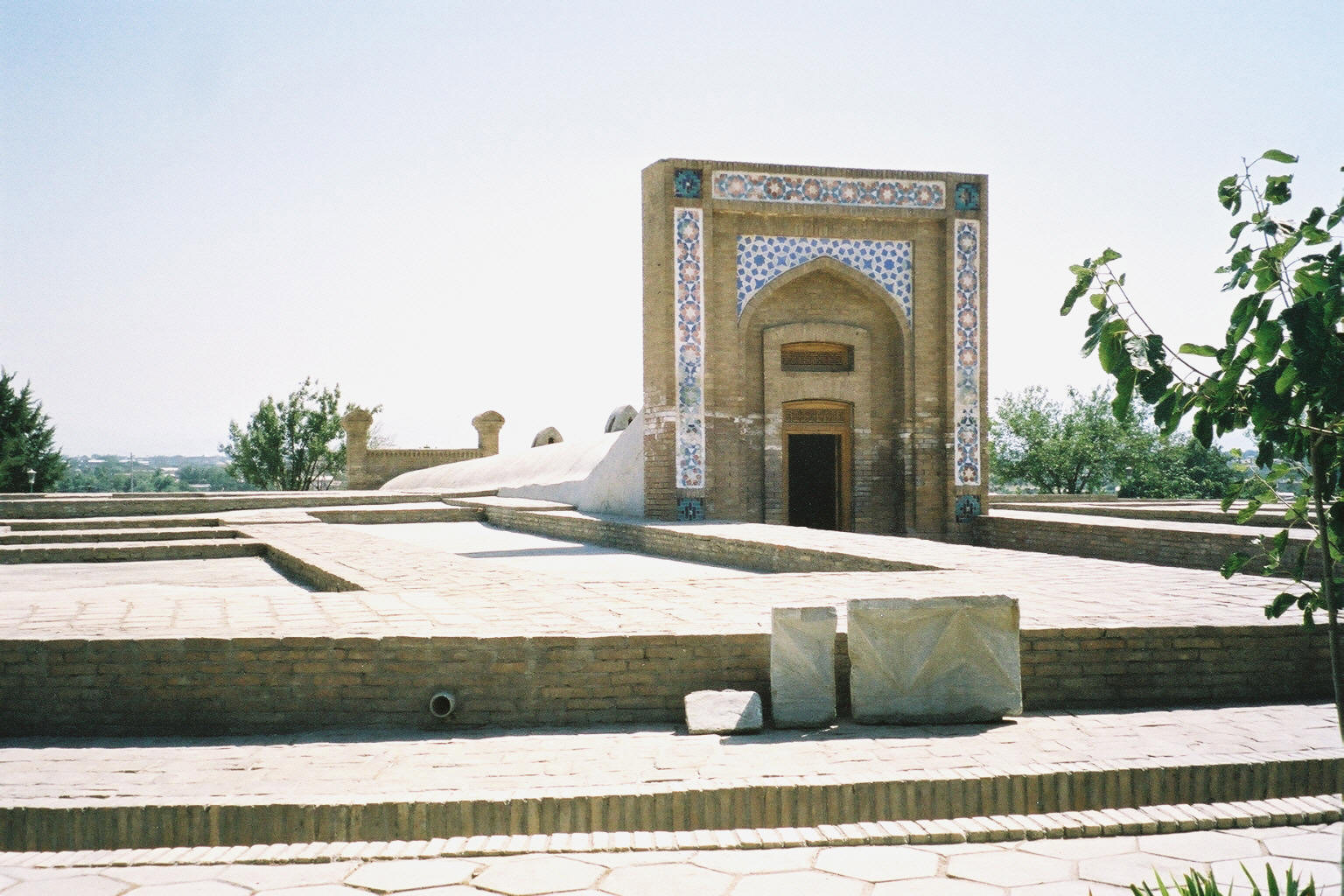
Site de l'observatoire astronomique d'Ulugh Beg à Samarcande

L'empire timouride finit par tomber en 1507 aux mains des Ouzbeks de la dynastie des Chaybanides. Mais de grandes réalisations culturelles, artistiques et scientifiques eurent lieu, principalement à Samarcande et à Hérat, lors du XVe siècle appelé Renaissance timouride, en particulier sous les règnes de Shah Rukh (1377-1447), d'Ulugh Beg (1394-1449) et de Husayn Bayqara (1438-1506).
Ulugh Beg, étant aussi un grand savant, fit bâtir à Samarcande une médersa (institut), ouverte en 1420, où il est probable qu'il enseigna, et un observatoire, inauguré vers 1429, où il travailla avec quelque 70 mathématiciens et astronomes, dont Qadi-zadeh Roumi, al-Kashi et Ali Quchtchi, aboutissant à la publication de Tables sultaniennes (zij-e solTâni, en persan) dont la précision resta inégalée pendant deux siècles. À la mort de Shah Rukh en 1447, il accéda au trône des Timourides, mais entra en conflit avec son fils aîné, Abd ul-Latif, qui le fit assassiner en 1449 et monta sur le trône avant d'être lui-même tué en 1450. Ali Quchtchi partit avec une copie des Tables sultaniennes à Tabriz, puis à Constantinople d'où elles atteignirent l'Europe.
La médersa d'Ulugh Beg continua à fonctionner jusqu'au XVIIe siècle, mais la vie culturelle des Timourides se concentra à Hérat dans la seconde moitié du XVe siècle où le célèbre poète et philosophe ouzbek Alicher Navoï, fondateur de la langue ouzbèke moderne, mena sa vie et son œuvre.

## Les premiers Ouzbeks (Chaybanides)

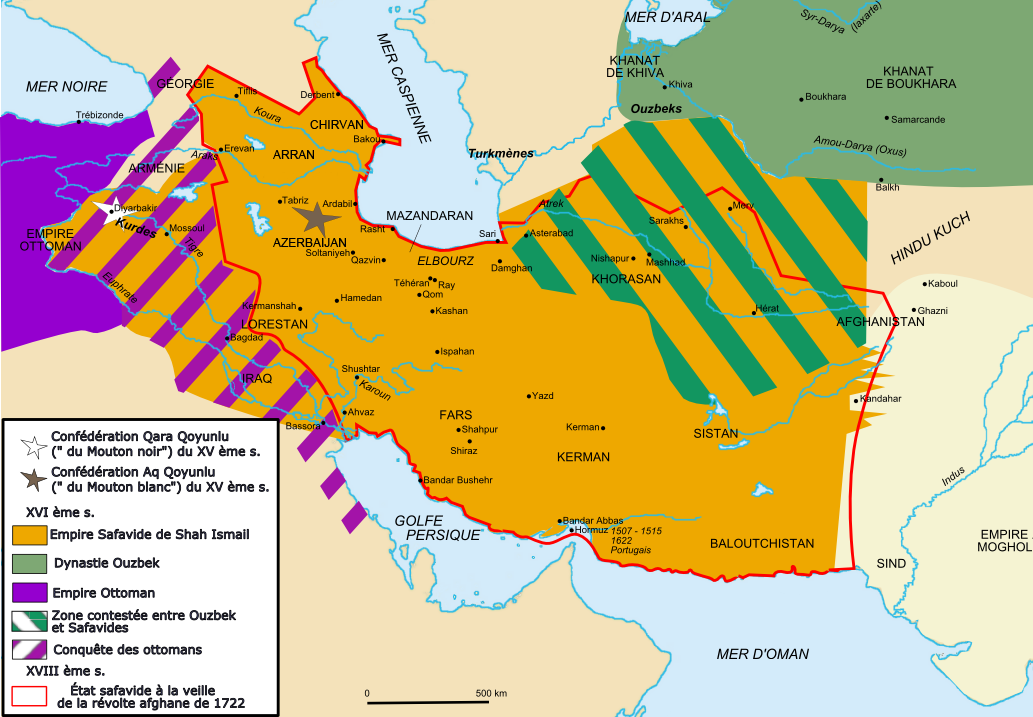
État Safavide

Les Chaybanides, dynastie musulmane mongole descendant de Chayban, fils de Djötchi, originellement constituée de 15 000 familles, possédaient depuis Batu un petit ulus (khanat) au sein de la Horde d'or, appelée Horde Grise, dans l'actuel Kazakhstan occidental. Plusieurs siècles durant, les Chaybanides se sont sensiblement multipliés sans pouvoir garder une unité des tribus.
Le khan puissant Abu-l-Khayr réussit à réunir les tribus nomades des Chaybanides habitant entre Tobol, Oural et Syr-Daria en 1429 sous un nom d'Ulus Ouzbek. C'est la première fois que le nom "ouzbek" apparaît dans l'histoire ; sans avoir de signification ethnique, il tient du nom d'Özbeg, prince mongol du XIIIe siècle qui a implanté l'islam au sein de la Horde d'or.
Abû-l-Khayr, en conquérant le Khwarezm en 1447, essaie de créer un État ouzbek solide, mais il est tué en 1468 par les tribus de l'actuel Kazakhstan. Son neveu, le prince Muhammad Shaybânî refonde, avec son frère Mahmud, le khanat d'Ouzbékistan, puis conquiert en 1500, à l'aide des mercenaires d'Astrakhan, les villes de Boukhara et Samarcande. Il renverse assez facilement les Timourides en 1507 mais meurt dans un combat avec les Perses en 1510.

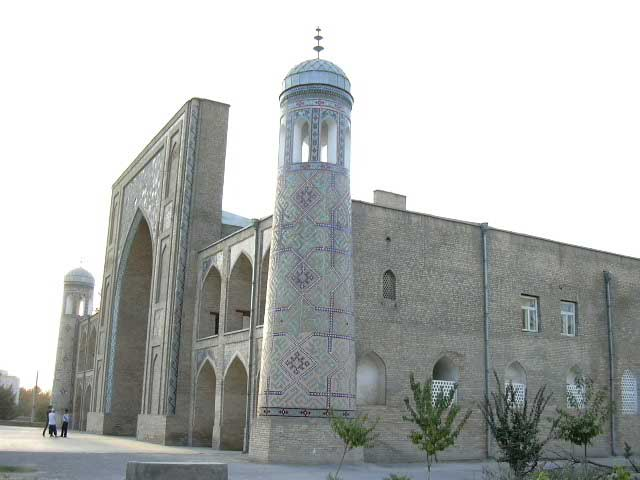
Madrasa Koukeldach à Tachkent, capitale des Chaybanides, XVIe siècle

D'autres sultans chaybanides, Ilbars et Bilbars, prennent possession de Khiva en 1511. Toutefois, le khanat ne s'assure son territoire qu'en 1512, après sa victoire contre les Moghols de Babur, mais sans pour autant pouvoir se consolider en un État unique et solide. Vers 1512, le khanat ouzbek est gouverné par quatre khans qui y règnent de façon distincte.
Le Khanat ouzbek essaie de profiter du trafic de caravanes qui traverse la région, mais sur le long terme, il est coupé du commerce international. De plus, sous le règne d'Abdallâh II de Boukhara, le khanat connaît une stagnation intellectuelle en raison d'une plus grande mainmise religieuse sur l'État.
La dynastie des Chaybanides prend fin en 1598 avec l'assassinat par son entourage du khan de Boukhara et Samarcande `Abd al-Mu'min. Durant la deuxième moitié du XVIIe siècle, le khanat de Boukhara connaît un changement dynastique et il est gouverné par une lignée originaire d'Astrakhan, les Djanides, descendants de Djötchi. Une grande partie de tribus ouzbèkes descendant d'Abu-l-Khayr se retrouve ensuite plus au nord, particulièrement dans la vallée de la rivière Chu, pour former l'ethnie des Kazakhs.
Au XVIe siècle, sur les vastes territoires de l'Asie centrale, surtout dans les parties persophones de l'Ouzbékistan, la poésie du grand poète iranien Djami est extrêmement populaire, et permet d'enrichir l'art de la peinture de nouveaux thèmes. Cela marque le début de développement de nombreuses écoles artistiques, dont les plus importantes se trouvent en Iran.

## Le règne de Bâbur à Ferghana

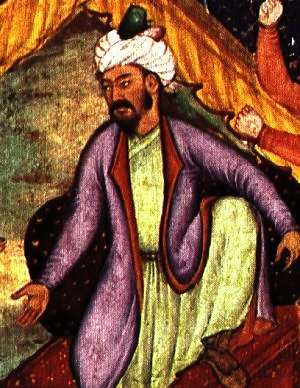
Bâbur représenté sur une miniature

Jadis le berceau de la religion zoroastriste, Ferghana a joué au Moyen Âge un rôle central dans l'histoire du puissant Empire moghol d'Asie du sud et de l'Inde dont Bâbur fut le fondateur.
À la mort d'Omar Sheikh Mirza, roi de Ferghana en 1498, son fils Zahiruddin Muhammad Bâbur (1483-1530), bien que toujours d'âge mineur, devint chef de cette contrée de la partie orientale de l'actuel Ouzbékistan. Descendant de Tamerlan par Miran Shah et de Gengis Khan par sa mère, aussitôt son trône assuré, il réfléchit obsessionnellement à étendre son territoire.
Ainsi en 1497, il attaque et prend Samarcande, sur laquelle il pense avoir un droit légitime héréditaire. Mais une rébellion parmi ses nobles s'empare de son royaume, ses troupes l'abandonnent et il perd sa conquête. Il arriva à reprendre Samarcande par la suite mais fut rapidement chassé en 1501 par son ennemi principal, Mohammad Chaybani, le puissant khan des Ouzbeks. Pendant trois années, il erre tentant en vain de récupérer ses possessions perdues. En 1504, rassemblant quelques troupes fidèles, Bâbur traversa l'Hindou Kouch enneigé, prit la ville forte de Kaboul et se retrouva à la tête d'un riche royaume.
De nouveau, en 1510, après la mort de Shaybânî, Bâbur réclame ses possessions originelles, et reçoit l'aide déterminante du turkmène Ismail Safavi. Avec de nouvelles forces, il fait en 1511 une entrée triomphale dans Samarcande. Mais en 1514 il est à nouveau défait par les khans ouzbeks et retourne difficilement à Kaboul.

## Les troiskhanatsissus de la dislocation du khanat de Tchaghataï
Khanat de Khiva

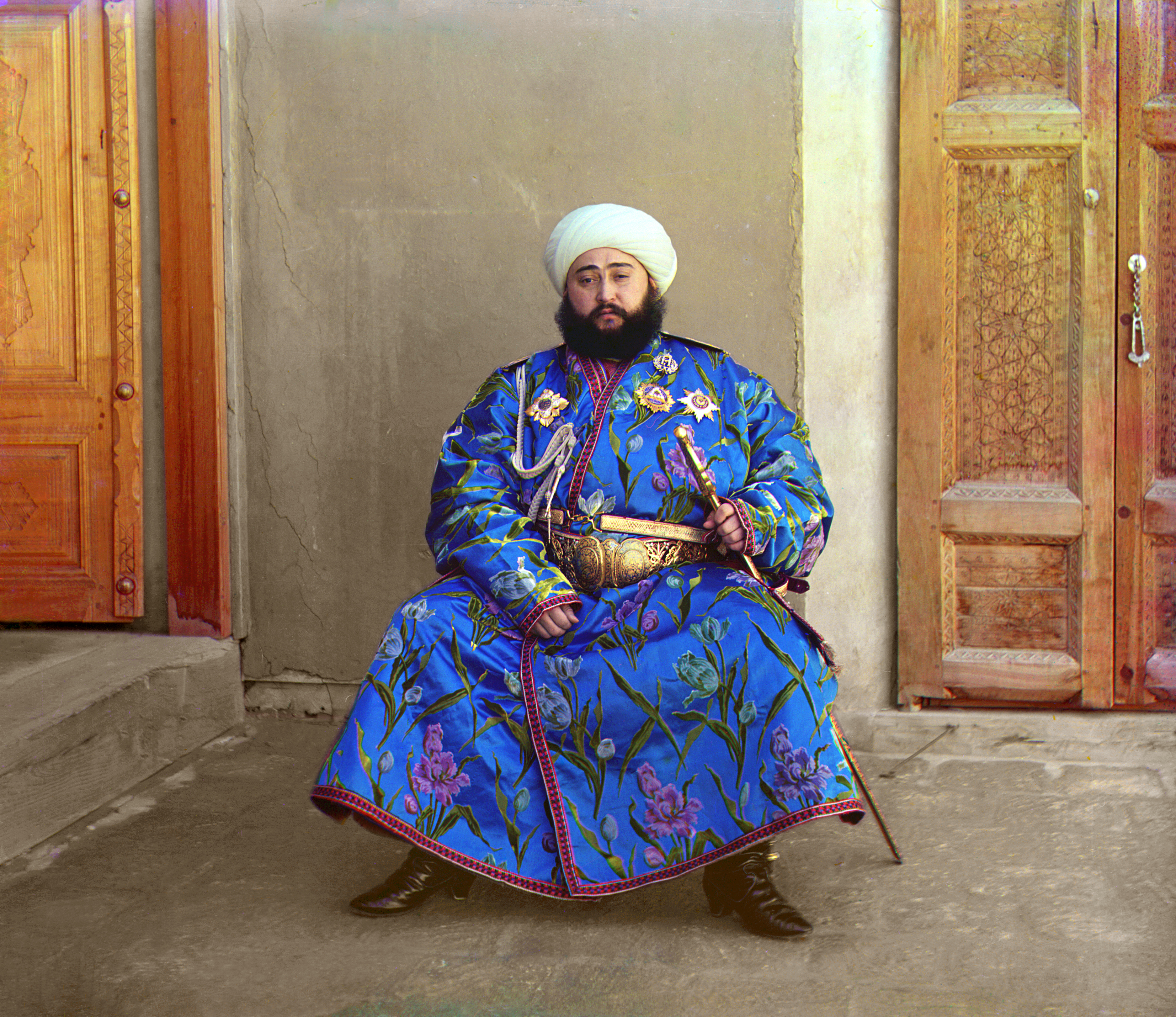
Mohammed Alim Khan (1880-1944), dernier émir de Boukhara. Photographie en couleurs de Prokoudine-Gorski prise en 1911

Le Khanat de Khiva, appelé aussi « État de Khwarezm (Khorezm) », était le plus ancien des trois khanats ouzbeks, existant entre 1512-1920 au sud de la mer d'Aral. Ayant au départ sa capitale à Gourgandj (Ourguentch), à la suite du changement brutal du cours de l'Amou-Daria (Oxus) en 1598 qui lui fut fatale, le Khorezm déplace sa capitale à Khiva, petite forteresse de l'époque. Quelques siècles durant, Khiva devient un des hauts lieux du monde sunnite d'Asie centrale, avant de devenir un protectorat de l'Empire russe en 1873.
Khanat (Émirat) de Boukhara
Le Khanat de Boukhara (1599-1920), était un État centrasiatique majoritairement persophone, avec sa capitale à Boukhara, et qui englobait aussi la ville de Samarcande.
La dynastie des Djanides a régné sur le khanat de Boukhara de 1599 à 1785 après avoir destitué les autres descendants de Djötchi de la dynastie ouzbèke des Chaybanides. Au XVIIe siècle, les membres de la dynastie construisent deux des trois madrassas de la place du Registan à Samarcande (en 1646 et 1660).
Le Khanat de Boukhara fut renommé en « émirat » en 1785, à la suite de la conquête du chah de Perse, Nâdir Shâh. En 1868, l'Émirat de Boukhara devient protectorat de Russie. Peu après la révolution d'octobre, après la prise de Boukhara par l'Armée rouge le 2 septembre 1920, il perd définitivement son indépendance pour former la République populaire soviétique de Boukhara avant d'intégrer, en 1924, la RSS d'Ouzbékistan (dans sa grande partie) et la RSS du Tadjikistan.
Khanat de Kokand
Le Khanat de Kokand, qui prend ses origines dans la vallée de Ferghana, était un État existant entre 1709 et 1876 dans un territoire compris aujourd'hui dans les limites de l'Est de l'Ouzbékistan actuel, et de certaines parties des actuels Tadjikistan et Kirghizistan. La grande horde des peuples nomades des Kirghizes et des Kazakhs, active dans le Kazakhstan oriental, devint rapidement sa vassale.
Au début du XIXe siècle, Kokand annexa la ville de Tachkent. Sous la menace de l'attaque du khanat de Boukhara qui se préparait pour annexer Tachkent, le général russe Mikhaïl Tcherniaïev saisit l'occasion pour faire une offensive sur le khanat de Kokand. À la suite des combats acharnés, en 1876 Kokand a été annexé par la Russie ce qui a ouvert la route aux Russes pour le reste de l'Asie centrale.

## Sous l'Empire russe
Les Russes apparaissent dans la région à la fin du XIXe siècle, après une victoire fulgurante des troupes du général Mikhaïl Tcherniaïev à Chymkent (actuel Kazakhstan) en 1864. Ils soumettent d'abord les tribus nomades de Kazakhs, puis les khanats (États sur lesquels règne un khan) de Boukhara et de Khiva, et ensuite l'est de l'actuel Ouzbékistan, incluant Tachkent (1865). Les territoires conquis furent regroupés dans un ensemble administratif appelé Gouvernement général du Turkestan. En 1867 Tachkent devient la capitale du Turkestan, qui va jouer un rôle important dans l'Histoire de la culture du coton.
Les autorités tsaristes ont favorisé la culture du coton au Turkestan en lieu et place des cultures extensives traditionnelles. Sa production et distribution furent contrôlées par les Russes, ce qui entraîna d’importants conflits entre la population locale et les colons. Dans le domaine linguistique, la Russie adopta diverses mesures visant à propager le russe dans les territoires conquis en Asie centrale.

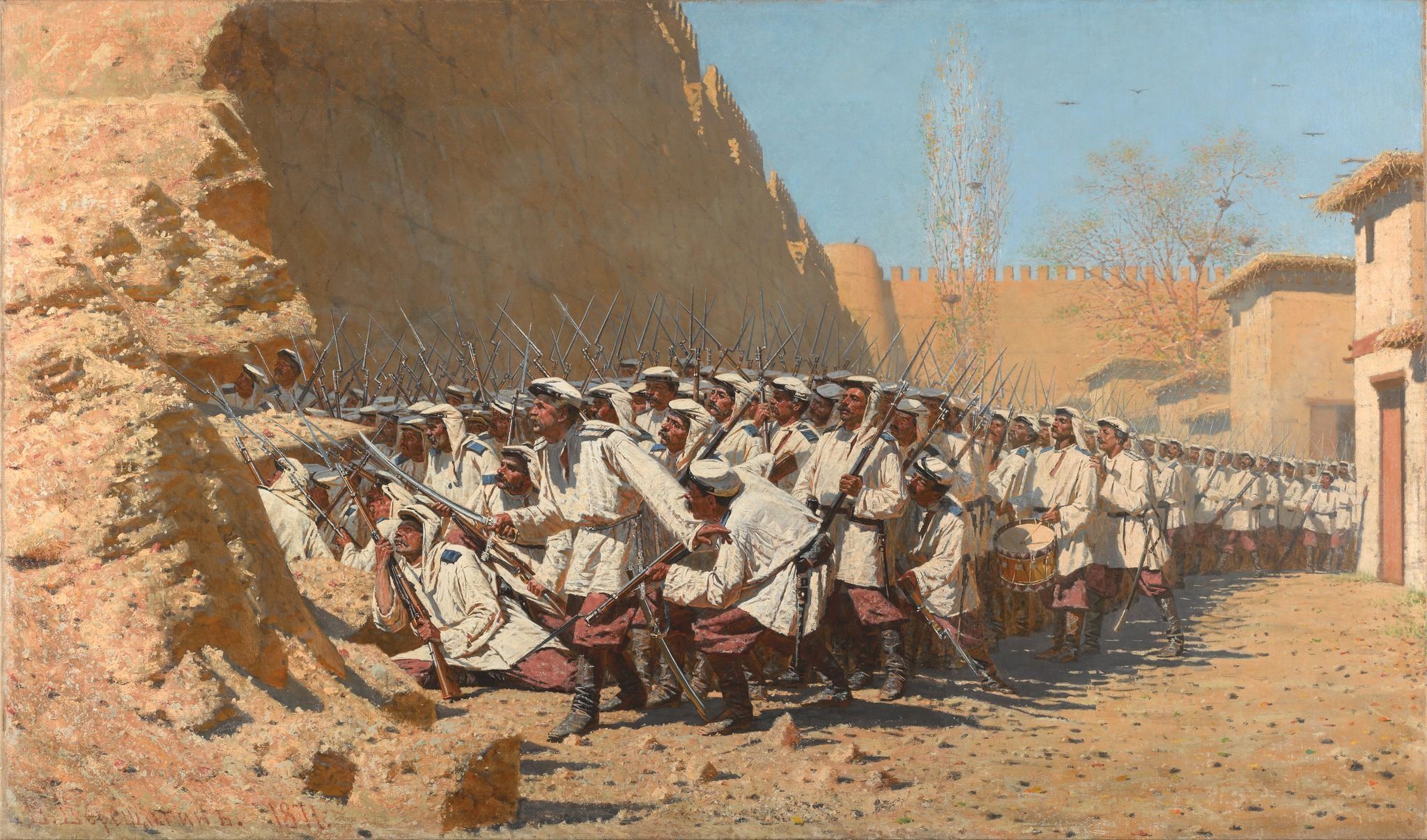
Les soldats russes prenant Khiva. Tableau de Véréchtchaguine (1842 - 1904)

En mars 1876, le khanat de Kokand tombe à son tour aux mains des Russes, après des combats acharnés de Pulad Khan contre les troupes commandées par les généraux russes von Kaufmann et Skobeliev. Les khanats de Boukhara (qui inclut aussi Samarcande) et de Khiva, devenus protectorats russes en 1868, perdent entièrement leur souveraineté en 1920 quand ils furent intégrés dans le Turkestan russe.
En 1916, les Ouzbeks se révoltèrent contre les autorités russes, mais la rébellion fut sévèrement réprimée par les autorités impériales.
Cependant, ces annexions russes permettent l'instauration de relations socio-culturelles nouvelles, d'échanges commerciaux intenses entre les négociants russes et les marchands ouzbeks, ainsi qu'un développement de l'éducation, des industries et des chemins de fer, ce qui amène à un rapide développement socio-économique de la région.

## L'époque soviétique

### Genèse de la nation ouzbèke moderne
Les bolcheviks qui prennent le pouvoir en Russie à la suite de la révolution d'octobre 1917 rencontrent une résistance féroce des nationalistes ouzbeks (basmatchis). L'Autonomie de Kokand (1917-1918) dure moins que l'Autonomie d'Alash (1917-1920), mais également avec moins de victimes civiles. À partir de 1918, se constitue la République socialiste soviétique autonome du Turkestan (1918-1924), avec la figure de Mikhaïl Frounze (1885-1925). Une fois la résistance réprimée, les communistes cherchent des alliés parmi les musulmans progressistes, car ils se rendent rapidement compte qu'une répression impitoyable risque de jeter les musulmans du Turkestan dans les bras des Blancs. L'un d'entre eux, Soultan Galiev, dès que le danger des nouvelles révoltes est passé, est écarté du cercle du pouvoir et exclu du parti communiste. Une chose inquiète en fait les bolcheviks : le pantouranisme — rassemblement de tous les peuples turcs —, ce qui explique qu'ils aient voulu faire disparaître jusqu'au nom de « Turkestan » : La République socialiste soviétique autonome du Turkestan (1918-1924) est sommée de disparaître.

Drapeau de la RSS d'Ouzbékistan

Armoiries de la RSS d'Ouzbékistan

L'Ouzbékistan en tant que république et en tant que nation unique et distincte n'existe que depuis le 27 octobre 1924, quand diverses entités territoriales existantes en Asie centrale (une partie du Turkestan, de la république de Boukhara et de la république de Khorezm, les deux derniers étant des anciens khanats) furent regroupées dans la république socialiste soviétique (RSS) d'Ouzbékistan — la République autonome soviétique tadjike originellement intégrée à la RSS d'Ouzbékistan est constitué en république fédérée distincte en 1929. Les cinq républiques d'Asie centrale sont nées du découpage territorial effectué sous l'égide du commissaire pour les Nationalités de l'époque, Joseph Staline, selon la répartition ethnique des populations. Ainsi, plusieurs enclaves ouzbèkes sur les territoires kirghiz et tadjik et vice versa furent créées (Barak, Sarvan, Vorukh, Kairagach, Sokh, Shakhimardan, Qalacha et Khalmion). En 1936, la RSS d'Ouzbékistan fut agrandie par l'intégration de la république autonome de Karakalpakstan, séparée de la RSS du Kazakhstan : République socialiste soviétique autonome de Karakalpakie (1932-1991).

### Sous Staline
En 1928, Staline ordonne la collectivisation des terres dans toute l'Union soviétique. La révolte des basmatchis (essentiellement d'origine paysanne) ouzbeks, commencée en 1916 et réprimée vers 1926, reprend alors ; elle dure jusqu'aux années 1940.
Dans les années 1937-1938, pendant les « Grandes Purges » staliniennes, plusieurs fonctionnaires d'État ouzbeks sont exécutés, dont l'ancien Premier ministre, Faïzoulla Khodjaïev (1896-1936). L'islam est une des cibles de la répression stalinienne visant à rendre l'Union soviétique complètement athée. Une grande partie des mosquées est fermée, ainsi que la plupart des églises, plusieurs activistes musulmans exécutés et des prêtres envoyés au Goulag.
Pendant la Seconde Guerre mondiale, l'Ouzbékistan accueille plusieurs centaines de milliers de familles soviétiques repliées de l'ouest, dont de multiples orphelins de guerre, ce qui accélère la russification de la république, surtout de sa capitale Tachkent. Une partie des industries lourdes de la partie européenne de l'Union soviétique y est également évacuée. Ces usines restent en Ouzbékistan après la guerre, contribuant à l'industrialisation de la république.
En 1943, au milieu de la guerre, les Allemands de la Volga et autres minorités allemandes d'URSS, faussement accusés de sympathie pour l'envahisseur allemand, sont déportés en Ouzbékistan — quoique dans une moindre mesure qu'au Kazakhstan voisin — afin d'être éloignés des lignes ennemies.

### Après la guerre
La lutte des bolcheviks pour l'émancipation des femmes ouzbèkes a porté ses fruits : vers la fin des années 1960, presque aucune femme ne portait plus de tchador et toutes les filles recevaient de l'éducation publique au même titre que les garçons. L'illettrisme, quasi total en 1924, fut entièrement éradiqué vers les années 1950. Avec le développement de l'extraction minière et de l'exploitation de la monoculture du coton des dizaines de milliers d'employés qualifiés de toute l'URSS affluèrent en Ouzbékistan dans les années 1960-1980.
Le 4 janvier 1966 à Tachkent fut organisée la Conférence indo-pakistanaise qui aboutit au rétablissement des relations diplomatiques entre ces deux pays.
Le 26 avril 1966 Tachkent et sa région furent sévèrement frappées par un tremblement de terre, après lequel un vaste programme de reconstruction fut lancé grâce notamment à la participation de toutes les républiques soviétiques. Cet événement a renforcé la 4e vague d'immigration russophone déjà en marche dans le pays (après celle de l'époque coloniale, puis sous les bolcheviks, et ensuite pendant la IIe guerre mondiale).
Après 1966, la capitale ouzbèke a pris une expansion considérable devenant la ville la plus peuplée et la plus moderne de l'Asie centrale. Dans les années 1960-80 Tachkent fut hôte d'un prestigieux Festival international des films d'Asie, d'Afrique et d'Amérique latine.

#### Affaire du coton
Un phénomène qui a largement façonné l'histoire de l'Ouzbékistan dans les années 1960-1980 fut le développement intensif de la culture du coton, ordonné par Moscou dans le cadre de la spécialisation des républiques soviétiques. L'objectif médiatisé des planificateurs soviétiques fut de produire 6 millions de tonnes de l'« or blanc » ouzbek. Ce développement effréné, avec une course aux rendements dans les conditions du déficit des terres irriguées disponibles eut un impact catastrophique sur l'écologie de la région : l'usage démesuré d'engrais chimiques et de défoliants empoisonna les sols et les eaux, tandis que le drainage accéléré des ressources des fleuves Amou-Daria et Syr-Daria pour l'irrigation aboutit à l'assèchement de la mer d'Aral où ils se jettent. La surface de cette mer intérieure diminua ainsi de moitié en 40 ans et les activités liées à la pêche furent anéanties.
Sous la pression de Moscou de produire encore plus de coton, les dirigeants ouzbeks développèrent un système corrompu de falsifications des statistiques. Le chef du parti (et de la république) de l'époque, Charaf Rachidov, son entourage, ainsi que le gendre de Léonid Brejnev, furent impliqués dans « l'affaire du coton imaginaire » (de plusieurs centaines de milliers de tonnes) ce qui procura des gains en or au budget de l'État ouzbek, ainsi que dans les poches des principaux intéressés. Fin 1983, au moment où la plus vaste fraude de l'histoire de l'Union soviétique fut démasquée, Rachidov mourut d'une crise cardiaque.
Malgré l'ampleur de cette affaire et la volonté de l'actuel pouvoir ouzbek de mettre sous silence son passé soviétique, Rachidov est apprécié officiellement comme un dirigeant qui a beaucoup investi dans le développement de la république (plusieurs ensembles architecturaux d'envergure ainsi que le somptueux métro furent érigés à Tachkent sous son règne) et qui a pu obtenir de Moscou une certaine autonomie par un jeu subtil d'influences et une utilisation des défaillances de l'appareil soviétique au profit de l'Ouzbékistan.

#### «Affaire ouzbèke» et ses conséquences politiques
Depuis le scandale du coton de 1983, de sérieuses accusations de corruption furent portées par Moscou sur tout l’establishment ouzbek, faisant suite à une enquête fédérale d'envergure menée par les investigateurs anti-fraude Gdlian et Ivanov (« Affaire ouzbèke »). Résultat : la quasi-totalité de l'appareil d'État ouzbek fut remplacée, dont une partie fut même incarcérée. Le contrôle direct de Moscou fut renforcé (surtout sous l'ancien chef du KGB Iouri Andropov). Les dirigeants ouzbeks se sont succédé les uns après les autres jusqu'en 1990, Moscou ne voulant pas leur laisser le temps de développer d'éventuelles nouvelles structures de corruption et les réseaux familiaux. Ousmankhodjaev (1983), Salimov (1983-1986), Nichanov (1986-1988), Khabiboullaev (1988-1989), Ibraguimov (1989-1990) furent les chefs éphémères de l'appareil d'État ouzbek à cette époque.

#### Les pogroms des Turcs-Meskhètes en 1989
En juin 1989, en pleine perestroïka, dans la vallée de Ferghana, des heurts violents dégénèrent en véritables pogroms visant les Turcs-Meskhètes déportés dans la région depuis la Géorgie par Staline en septembre 1944. Au total, près de 40 000 Meskhètes fuirent l'Ouzbékistan dont 15 000 furent accueillis comme réfugiés en Russie. L'origine des pogromes demeure mal connue : s'agissait-il de la montée du nationalisme ouzbek ou d'un embrasement dramatique des heurts interethniques survenu un peu partout dans l'Union à la fin des années 1990 ? Finalement, seuls quelques milliers de Meskhètes restent en Ouzbékistan, des dizaines de milliers se sont réfugiés en Russie, en Azerbaïdjan et en Ukraine.

#### Tractations au sujet de l'Union
Bénéficiaire d'importantes subsides de la part du Centre (plusieurs milliards de roubles de transferts annuels en 1989), appelés à résoudre son handicap dû à sa spécialisation dans le secteur primaire, l'Ouzbékistan fut un fervent défenseur du maintien de l'URSS lorsque les tendances centrifuges s'y sont fait sentir à la suite des libéralismes apportés par la perestroïka et la glasnost. Au référendum sur le maintien de l'URSS organisé par Mikhaïl Gorbatchev en 1991, une écrasante majorité d'Ouzbékistanais ont répondu "oui".
Après des négociations, neuf des quinze républiques soviétiques, dont l'Ouzbékistan, acceptèrent un nouveau traité constituant une URSS rénovée (Union des républiques souveraines soviétiques) qui les rendaient souveraines au sein d'une fédération disposant d'un président, d'une politique étrangère et militaire communs. Le traité devait être signé le 20 août 1991, mais les réticences de l'Ukraine et le putsch de Moscou lors duquel les dirigeants ouzbeks ont adopté une attitude attentiste, l'ont amené à l'échec. La Russie déclara alors la suprématie des lois russes sur les lois soviétiques. Anticipant un éclatement de ce qui restait encore de l'URSS, le Soviet suprême de la RSS d'Ouzbékistan a finalement déclaré l’indépendance du pays le 31 août 1991 (célébrée le 1er septembre), entérinée par la suite par un nouveau référendum à une écrasante majorité, cette fois-ci pour l'indépendance.

## Depuis l'indépendance
Durant les premières années d'indépendance, l'État ouzbek se consolide sous une étroite tutelle présidentielle. Le nouveau pays renforce sa présence sur la scène internationale, ouvre des liaisons aériennes directes avec plusieurs pays, entame des grands travaux de reconstruction urbaine et routière, adopte des mesures censées être accueillantes pour les investisseurs étrangers. Cependant l'ouverture des frontières provoque dans la décennie 1990-2000 le départ en masse de la main d'œuvre qualifiée russophone. De plus, le pays fait également face à des mouvements séparatistes au Karakalpakistan après que la république ait essayée de se séparer de la RSS en 1990.
Le 21 décembre 1991 l'Ouzbékistan devient membre adhérent à la Communauté des États indépendants (traité d'Alma-Ata), regroupant actuellement 12 des 15 anciennes républiques de l'URSS. Le 2 mars 1992 l'Ouzbékistan obtient un siège à l'ONU, il devient aussi membre de l'UNESCO. Le 27 janvier 2006 il intègre la Communauté économique eurasiatique.

### Présidence de Karimov

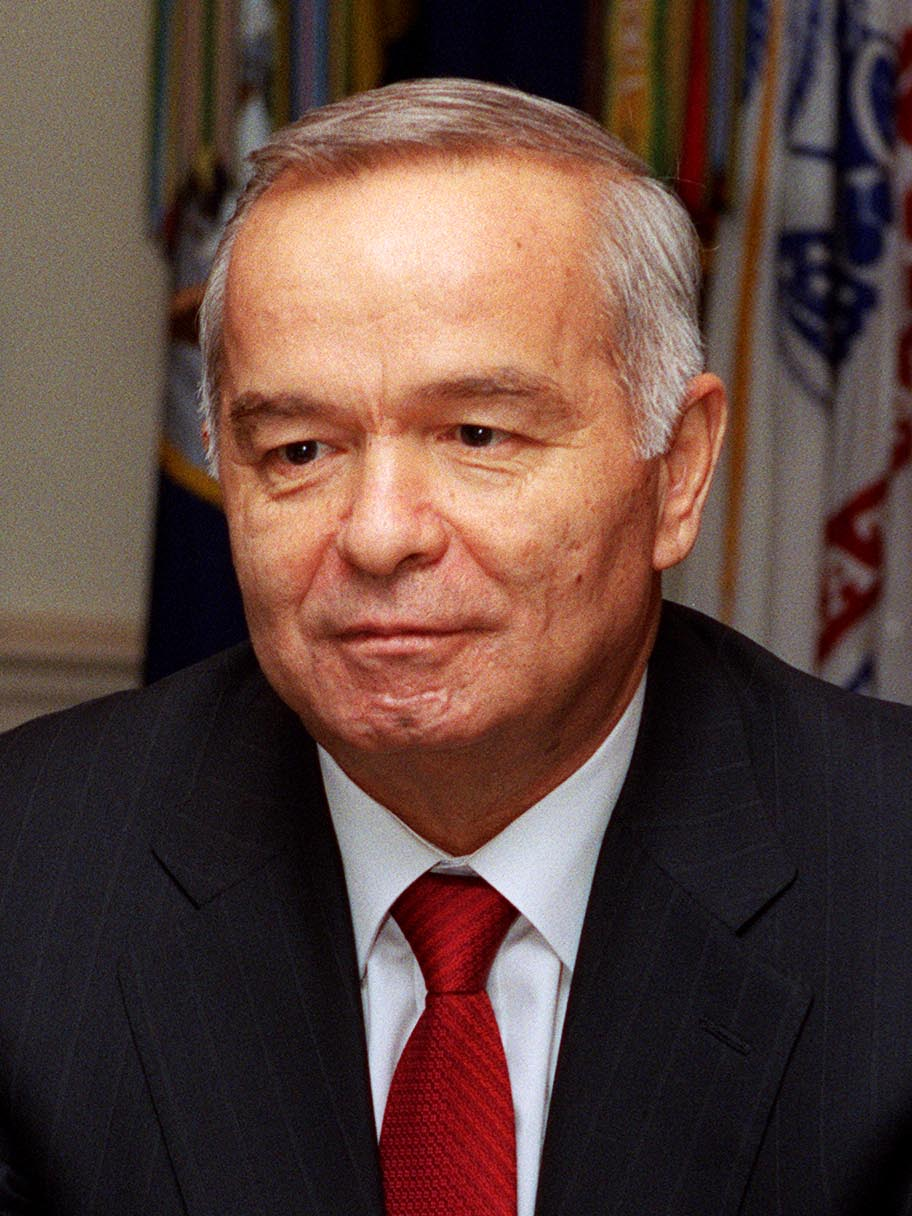
Islam Karimov

Depuis l'indépendance, l'Ouzbékistan a constitué un régime présidentiel fort, voire autoritaire. Le pays est dirigé depuis 1989 par Islam Karimov, ancien dirigeant du Parti communiste de la république, fondateur du Parti Populaire Démocratique de l'Ouzbékistan. Sous le règne de Karimov, tous les partis d'opposition, même modérés (dont les plus influents sont Erk (Volonté) et Birlik (Unité)) furent interdits, le moindre courant dissident, et surtout à caractère islamique, réprimé. Les médias et tous les aspects de la vie sociale, politico-économique et même culturelle se trouvent sous une étroite tutelle et censure de l'appareil d'État.
Les législatives du 26 décembre 2004 permettent au président de prolonger son mandat, mais les élections sont vivement critiquées par les vingt observateurs de l'Organisation pour la sécurité et la coopération en Europe (OSCE) dont l'Ouzbékistan est membre.
Le 23 décembre 2007 Karimov a été à nouveau élu pour sept ans. En dépit des dispositions de la Constitution lui interdisant de briguer plus de deux mandats consécutifs, par un jeu subtil d'interprétations, il a ainsi pu s'assurer de rester à la tête de l'État ouzbek pendant plus de 26 ans, jusqu'à sa mort et à l'élection de Shavkat Mirziyoyev en décembre 2016.

### Réformes économiques mitigées
Dès l’indépendance, le président Karimov a fait le choix d’une stratégie de réformes économiques graduelles visant notamment à atteindre l’autosuffisance énergétique et alimentaire du pays et à attirer les investisseurs étrangers. À un certain niveau, cette politique a donné un effet - quelques entreprises locales ont signé des contrats de coentreprise avec des partenaires étrangers dont les plus importants sont ceux de l'assemblage des voitures du coréen Daewoo ou des tracteurs américains Case. Cependant, la croissance économique resta soumise à des fluctuations régulières des matières premières dont dépend fortement le pays. Tributaire des recettes d’exportation, représentant plus de 40 % du PIB du pays (coton et or pour une large part), le développement de l’économie ouzbèke fut freiné par les résultats en demi-teinte de la récolte du coton dont l’Ouzbékistan est le 4e producteur mondial.
De plus, sans véritable stratégie de réformes, les autorités du pays ont multiplié les faux pas (comme dans le domaine des changes, ayant refusé la convertibilité de la monnaie nationale jusqu'en 2003 ce qui provoqua les frictions avec le FMI) et des actions restrictives et dirigistes envers les petites et moyennes entreprises, ce qui entraîna une stagnation dans le milieu des affaires. Seulement le petit commerce de rue et les entreprises ayant le droit privilégié de faire les opérations d'importation ont pu prospérer tandis que le tissu économique général resta de facto soit étatique, soit sous une forte emprise de l'État.
En fait, le gouvernement retarda la libéralisation de l’économie et les privatisations par crainte de ses conséquences sur le milieu social déjà fortement dégradé (27 % de la population vit en dessous du seuil de pauvreté et les revenus moyens sont à la baisse depuis 1997) et pour préserver les intérêts de quelques acteurs économiques influents, proches des élites au pouvoir. L’offensive, à partir de l’été 2004, contre l’économie informelle a été à l’origine d’importants remous sociaux.

### Terrorisme islamiste
La répression des autorités ouzbèkes de toute mouvance islamiste provoqua des courants extrémistes à passer aux actes. Le 16 février 1999, la capitale Tachkent subit six explosions, dont une devant le Parlement, peu avant l’arrivée du président Islam Karimov. Les bombes font 16 morts et 130 blessés et ont sérieusement ravagé quelques immeubles gouvernementaux et le siège social de la Banque Nationale de l'Ouzbékistan (NBU). Les autorités croient à un attentat contre le président et accusent les forces islamistes. En 2004, deux autres actes terroristes attribués au mouvement islamiste Hizb ut-Tahrir ont eu lieu à Tachkent : fin mars une explosion visant les forces de l’ordre s'est produite sur le bazar de Tchorsu, fin juillet, des attentats suicides ont été perpétrés simultanément contre les ambassades des États-Unis et d’Israël. Depuis, la police (militsia) est omniprésente : les contrôles ont été renforcés dans les endroits populaires et à la sortie de l'agglomération. Le climat politique est dorénavant revenu à la normale et les élections législatives (26 décembre 2004 et 9 janvier 2005) se sont déroulées dans le calme et sans incident.
Les mouvements islamistes radicaux sont représentés par le mouvement islamique d'Ouzbékistan, inscrit à la liste des organisations terroristes dans de nombreux pays, et fondé en 1997, le mouvement Akromiya, branche radicale issue de l'Hizb ut-Tahrir, mouvement basé à Londres qui prône un retour au régime musulman strict et à la refondation du califat.

### Répression d'Andijan
Le vendredi 13 mai 2005, plusieurs hommes prennent d'assaut une prison à Andijan pour libérer des centaines de personnes dont 23 hommes d'affaires, accusés de terrorisme islamiste. Ils prennent ensuite d'assaut la mairie et établissent une tribune où plusieurs habitants prennent la parole et critiquent le gouvernement et les services de sécurité sur les pressions qu'ils exercent. Pour réprimer l'insurrection, les autorités envoient l'armée, qui ouvre le feu sur une manifestation pacifiste. Cette version est récusée par les autorités, qui y voient une tentative de déstabilisation.
Certaines ONG comme le Comité international de la Croix-Rouge (CICR), font état de 500 à 1 000 morts, alors que le gouvernement ouzbek n'en reconnaît que 187. Les organisations de défense de la liberté de la presse et des conditions humaines tirent la sonnette d’alarme à propos de ces événements et pressent la communauté internationale d'agir.
Le 14 novembre, le verdict concernant les 15 accusés est prononcé et des peines allant de 14 à 20 ans sont rendues. Plusieurs observateurs et ONG, dont Human Rights Watch, ont réitéré leurs accusations de parodie de justice et d'utilisation de la torture pour extorquer des aveux aux accusés. À la suite de ce verdict, l'UE a interdit de séjour sur son sol pour une durée d'un an plusieurs hauts responsables ouzbeks, dont les ministres de l'Intérieur et de la Défense, qui sont accusés d'être "directement responsables" de la répression d'Andijan.

### Relations avec lesÉtats-Uniset laRussie
Peu après les attentats du 11 septembre 2001, le président Islam Karimov, accepte de soutenir les États-Unis dans leur « guerre contre le terrorisme », et que son pays serve de base arrière aux opérations de la Guerre d'Afghanistan. Des installations militaires ouzbèkes, dont la base aérienne K2 à Khanabad, furent utilisées par la coalition. Dans cette démarche, les autorités ouzbèkes comptaient sur la coopération économique et militaire stratégique avec les États-Unis pour aider Tachkent à résoudre ses problèmes économiques et politiques.
Cependant, vers la fin de 2002, Tachkent commençait à mal supporter sa dépendance excessive dans différents domaines consécutive à l'implantation de sites militaires américains sur le sol ouzbek.
Au lendemain de l'écrasement de la tentative d'insurrection à Andijan, les États occidentaux et les diverses organisations de défense des droits de l'homme ont déclenché une grande guerre médiatique contre l'Ouzbékistan en demandant le renforcement de la pression économique et politique sur le régime en place.
À la suite de la dégradation des relations et l'exfiltration de plus de 450 réfugiés ouzbeks par l'Organisation des Nations unies (ONU) à partir des bases américaines; le 30 juillet 2005, Tachkent réagit en fermant les bases militaires américaines déployées sur son territoire, en réorientant sa politique extérieure vers la Russie, qui s'est retenue de critiquer la répression sanglante à Andijan, en adhérant à la Communauté économique eurasiatique, organisation sous l'égide de Moscou. Cependant, le 13 novembre 2008 l'Ouzbékistan suspend son affiliation à cette organisation, signe d'un certain volte-face vis-à-vis la Russie.
En août 2006 l'Ouzbékistan a également intégré l'Organisation du traité de sécurité collective, un autre organisme sous l'égide russe.

### Relations avec les voisins de l'Asie centrale
Les relations avec les voisins centre-asiatiques restent tendues en raison de contentieux historiques, économiques et politiques (question de la démarcation des frontières notamment dans la vallée de Ferghana). En février 1999, des groupes islamistes venus du Tadjikistan provoquent des troubles (16 morts) à Tachkent. La rencontre, en novembre 2004, entre le Président Karimov et son homologue turkmène a permis de renouer un dialogue qui était au point mort depuis 2002. Tachkent aspire comme son voisin kazakh au leadership régional et connaît des relations parfois tendues avec ses voisins tadjik et kirghize. Tachkent qui a toujours cultivé des relations de proximité avec les Ouzbeks d’Afghanistan, s’est en revanche rapproché de Kaboul et participe avec Téhéran à des projets de désenclavement par la route du pays (route Termez-Mazar-Bandar el Abbas).
Tachkent participe, par ailleurs, à l’Organisation de coopération de Shanghai (OCS), organisation à dominante sécuritaire (coordination de la lutte anti-terroriste et de la surveillance aux frontières), qui rassemble les pays d’Asie centrale (à l’exclusion du Turkménistan), la Russie et la Chine. Le centre régional de lutte anti-terroriste a été inauguré à Tachkent en janvier 2004.